# Pomme cuite

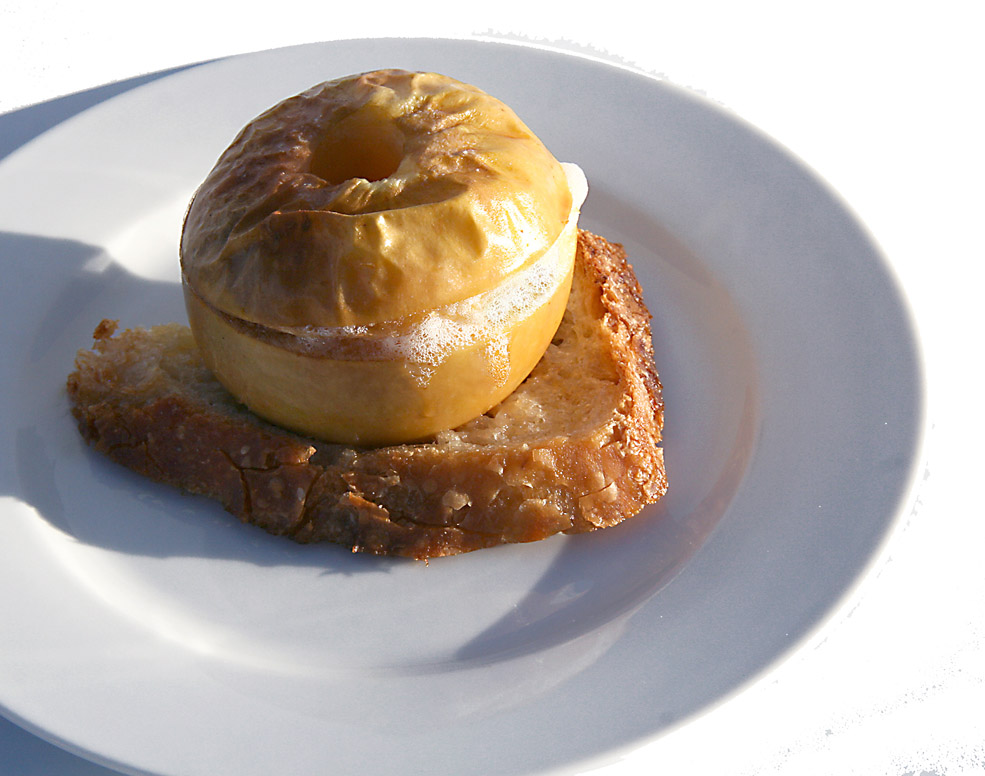
Pomme bonne femme (cultivar Gloire de Hollande)

La pomme cuite est une façon d'apprêter les pommes qui les amollit, leur donne une saveur agréable et qui sert de base à de nombreuses préparations culinaires,. Les pommes cuites sont réputées plus digestes que les pommes crues. Les variétés de pomme à cuire ont été sélectionnées pour leur aptitude à donner une texture mousseuse ou crémeuse ou à conserver une tenue après cuisson au four, en compote, en tarte, poêlées, au vin, au sirop.
Au sens figuré et au regard de sa peau avachie et ridée, de sa consistance flasque la pomme cuite entre dans diverses expressions imagées: avoir la tête comme une pomme cuite signifie avoir la tête meurtrie, une physionomie ridée...« cette vieille pomme cuite de comtesse de Frumpington », « une vieille femme ratatinée comme une pomme braisée se présentait hier au procureur »,,,. Les pommes sont cuites signifie terminé, tout est joué.
La pomme cuite est un projectile (« une orange s'est égarée dans la bordée de pommes cuites dont Joseph Fabre a été mitraillé ces derniers jours » 1897) et fut une revue artistique fondée en 1916,.

## Histoire

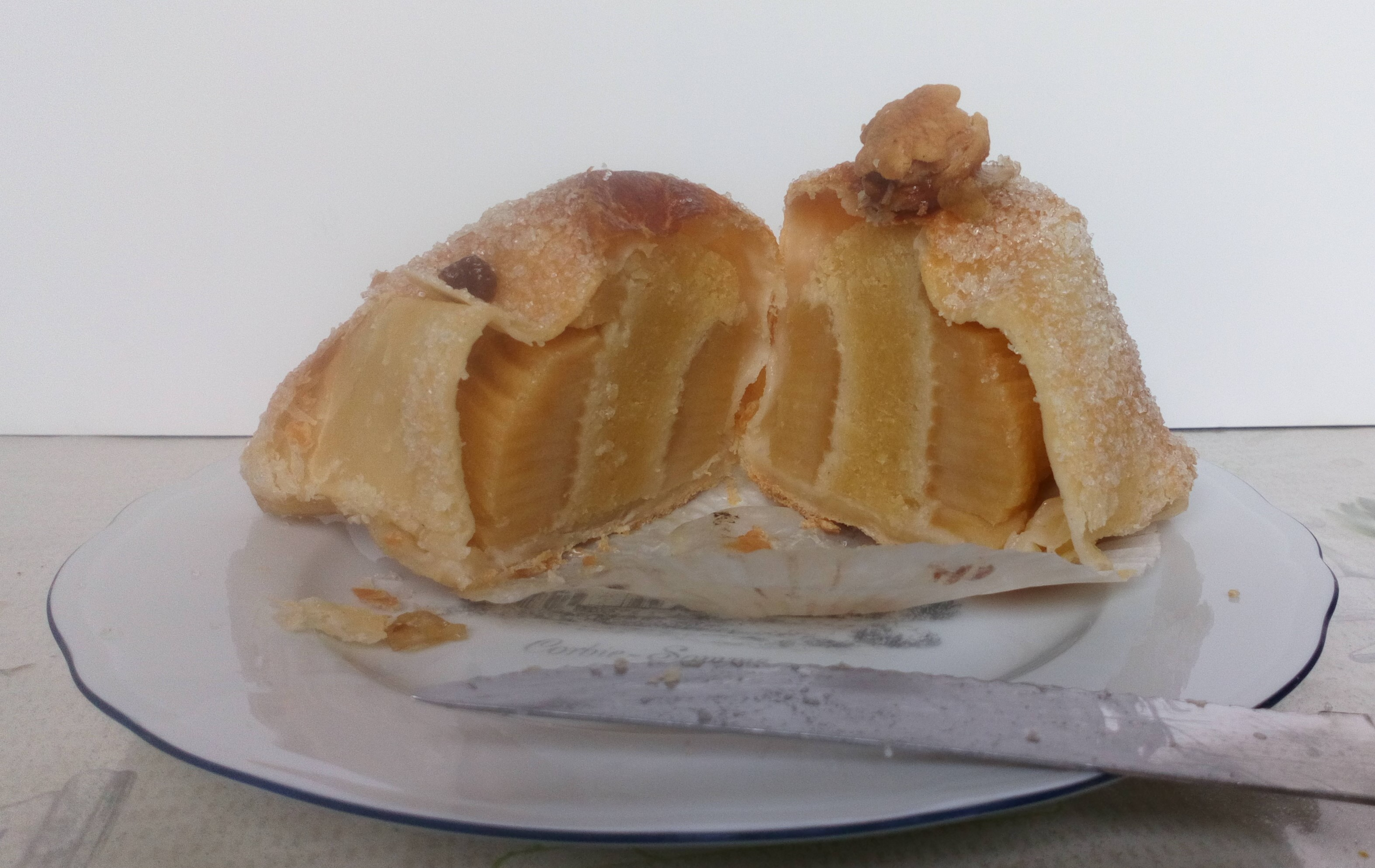
pomme en chemise

### Traditionnellement la pomme cuite est curative
L'antiquité gréco-romaine cuit les pommes (distinguées par type de saveur: fade, douce, sucrée, aigre, astringente) soit à la vapeur, soit dans la cendre, dans une pâte (en tourtière chez les grecs), où au soleil (solibus coctum),. Hippocrate et Galien ne les tiennent pas en haute estime (elles sont « lourdes à l'estomac »), Burnet (1836) écrit encore dans son Dictionnaire de cuisine: « toutes les pommes causent des vents et se digèrent difficilement, mais elles perdent beaucoup de leurs mauvaises qualités lorsqu'on les fait cuire ». La pomme cuite est jusqu'à nos jours de digestion facile, combat la constipation, recommandée aux convalescents et aux vieillards,.
Dans les plus anciens textes français la pomme cuite a des applications curatives et médicales. Elle sert de contenant doux pour administrer les médicaments: pomme donne pommade, Unguentum pomatum onguent à base de pomme cuite,. Elle est aussi une médecine: Marsile Ficin (1576) l'emploie contre la peste. «La pomme cuite avec l'encens guérit la pleurésie»(1680). «Contre la fièvre quarte manger une pomme cuite sous les cendres, lardée de quelques morceaux de racine d'Hellébore noir et de clous de girofle» (1689). «La pomme cuite sous les cendres tempère et soulage beaucoup la douleur des yeux» (1692). En 1693, le chirurgien Paul Dubé traite la douleur en appliquant la moelle de pomme cuite trempée dans du lait. On lit encore en 1862: «la pomme ne sert pas moins à alléger la tâche du médecin qu'à mettre, sans danger, un terme aux exigences de ses malades. Quand tout aliment leur répugne ou leur serait funeste, le docteur prescrit la pomme cuite à la chaleur du foyer. Au moyen de ce régime très-bénin, la faim cesse, les organes digestifs sont plus rafraîchis que fatigués, et les patients s'en trouvent fort bien, surtout à la suite des fièvres ardentes, bilieuses et putrides».

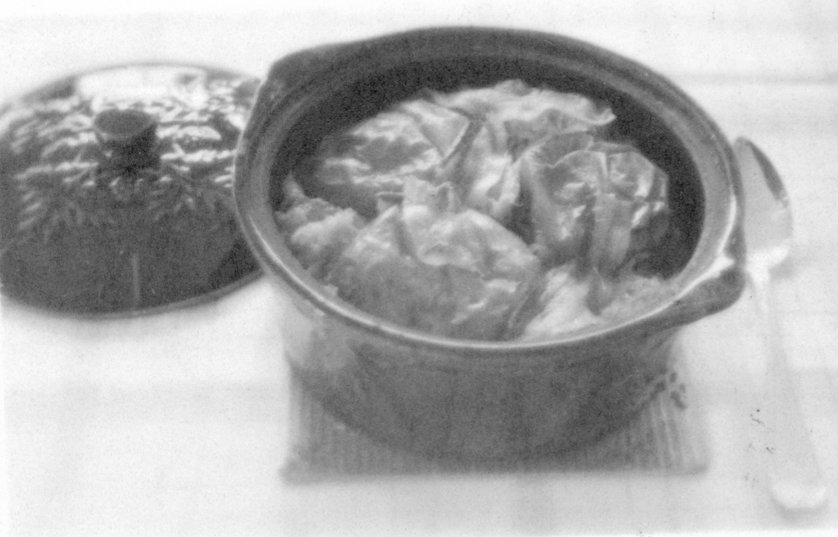
Choucroute aux pommes, spécialité autrichienne

### La pomme cuite en cuisine
Sur le site de Fort Harrouard (âge de Bronze), on trouve trace de millet cuit à la vapeur avec des pommes coupées en deux.
Au Moyen Âge, la pomme souvent la pomme acide est une garniture des plats de viande chez l'Anonyme andalou: poulet ou perdrix aux pommes (L70), «pommes acides, pelées et épépinées, coupées en morceaux égaux, et un peu de cannelle de Chine, du girofle, du gingembre et du poivre blanc» dans ses volailles de printemps (L138), tuffāḥiyyah de pommes acides avec de la viande (L174), ʼIsfiriyā de gigot aux pommes (L248), etc..
En 1815, Carême donne une place sur les grandes tables aux pommes cuites avec ses pommes au riz (glacées, meringuées, etc.), pomme meringuée, pouding de pomme de Reinette au raisin muscat, aux cerises confites, aux pistaches, ses pommes d'Api au beurre à la gelée, à la crème...

### L'époque contemporaine et la question de la pomme crue ou cuite

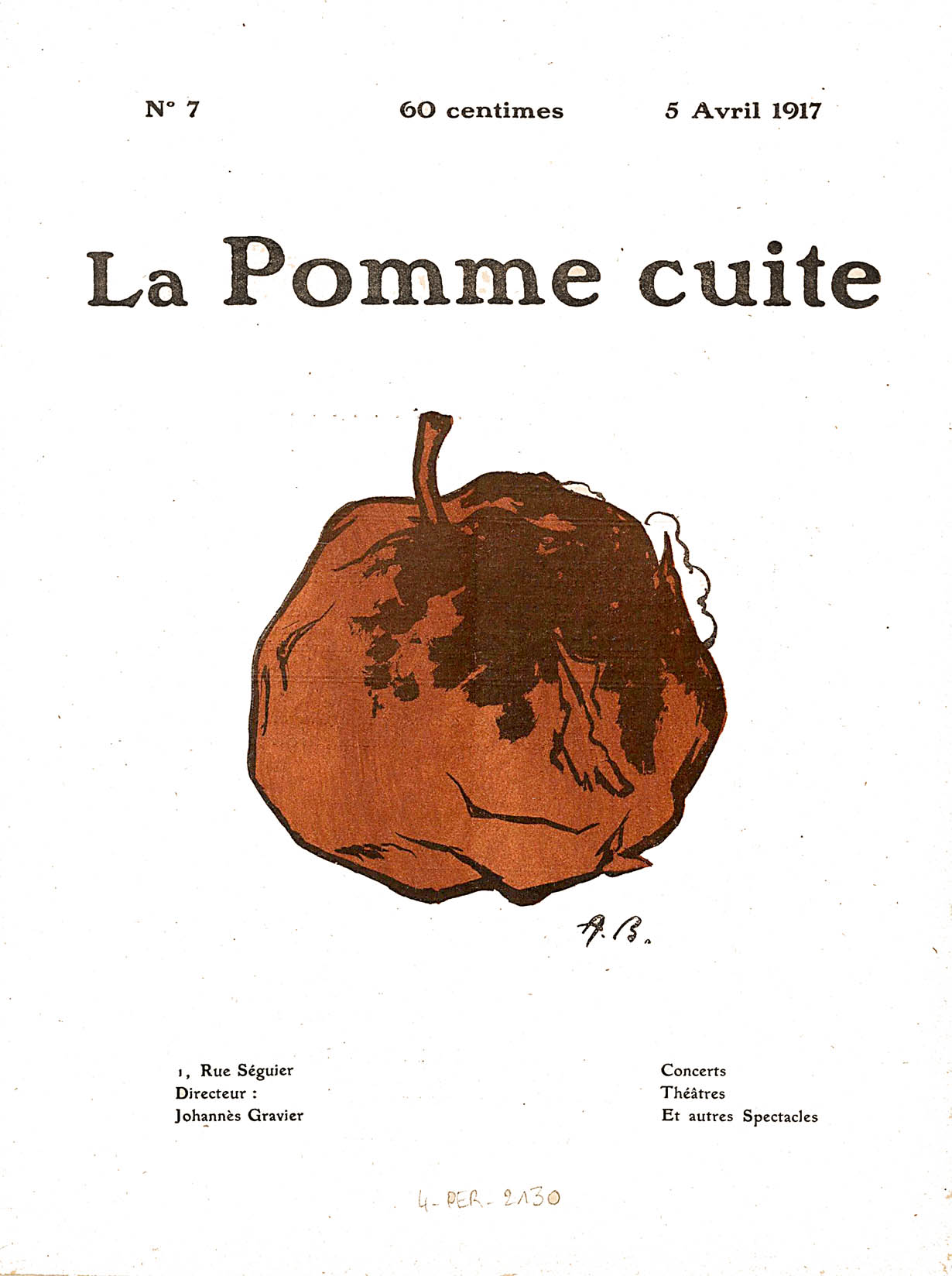
Pomme cuite illustrant la revue éponyme créée par Johannès Gravier (1917)

En 1939, déjà, une publication de la revue Naturisme par P. Blanchereau à conclusion antivax, prétend démontrer que la pomme crue est meilleure que la cuite («Les aliments cuits se comportent en nous comme des poisons) et laisse pointer une théorie du complot (de l'industrie du sucre et du vin).
En 2007, une expérimentation sur les grands singes a montré qu'ils préfèrent spontanément la viande (de bœuf) cuite à la viande crue, de même pour les tubercules. Mais ces mêmes espèces n'ont pas de préférence marquée pour la pomme cuite ou crue, les expérimentateurs pensent qu'il existe des préférences individuelles, sans démontrer que la préférence va au-delà des pommes (les singes préfèrant la pomme crue ne sont pas ceux qui préfèrent le bœuf cru). Hélas si les expérimentateurs notent avec précision les espèces de singes, ils ne donnent aucune indication sur le cultivar de pomme qui leur est proposé. On n'a pas démontré à ce jour si, comme les humains, les grands singes font la distinction entre pomme à cuire et pomme à couteau. La même année une seconde publication académique indique que le seul changement de texture des pommes dû à la cuisson ne permet pas une singularisation radicale : si nous devons mâcher la pomme cuite avec moins de force que la crue, il nous faut en revanche la mâcher plus longtemps.
Enfin, la cuisson ne change rien pour les personnes allergiques à certaines protéines de la pomme crue.

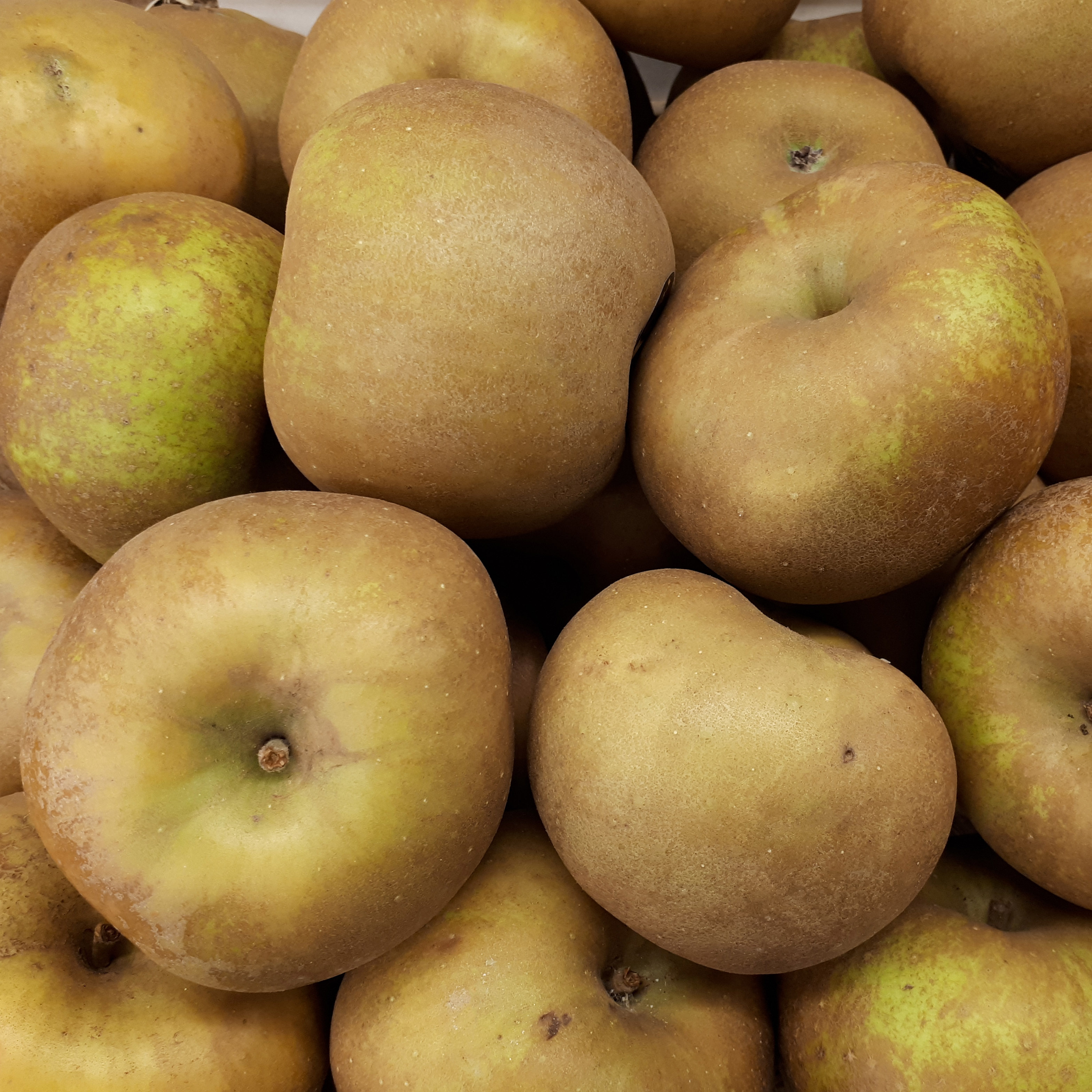
Reinette Grise du Canada pour la cuisson au four

## Pommes à cuire remarquables
À noter certaines pommes à cuire réputées excellentes:
Au Canada, Cortland (hybride de McIntosh et Ben Davies) est réputée parfaite pour les tartes. La transparente jaune à une pulpe mousseuse aérienne après cuisson.
Le Traité de la culture des arbres fruitiers de William Forsyth (1803) donne les pommes anciennes à cuire, les différentes Roussettes y sont citées. Parmi les pommes actuelles Azéroly anisé ou Mazeroli et Reinette grise du Canada sont indiquées pour la cuisson au four, Chaux pour la compote, Astrakan rouge en pâtisserie. La pomme de Fouasse (Normandie) plate, verte est goûteuse cuite.
La pomme de Sénégon (Normandie) était réputée cuire dans sa peau sans éclater

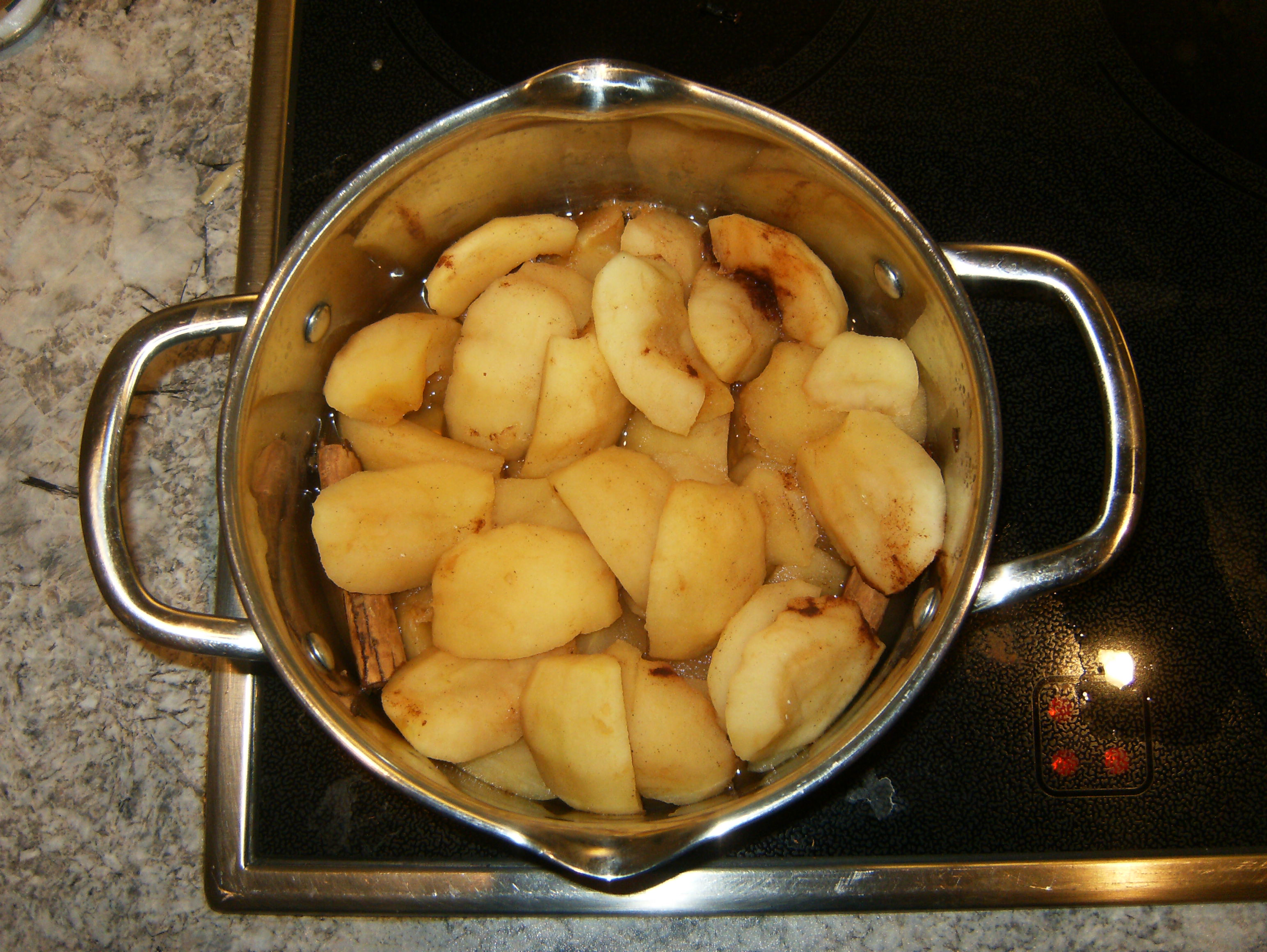
pommes au sirop à la cannelle

## Recettes de pommes cuites

### Piquer ou inciser la pomme avant de la cuire
Au cas où on la cuit entière, afin d'éviter que la pomme n'éclate avec la chaleur, il faut l'inciser ou la piquer,. Précaution inutile pour la cuisson de pommes coupées en deux, en quartier, en tranches, lamelles, etc.

### Les façons de cuire les pommes

#### Pomme au four

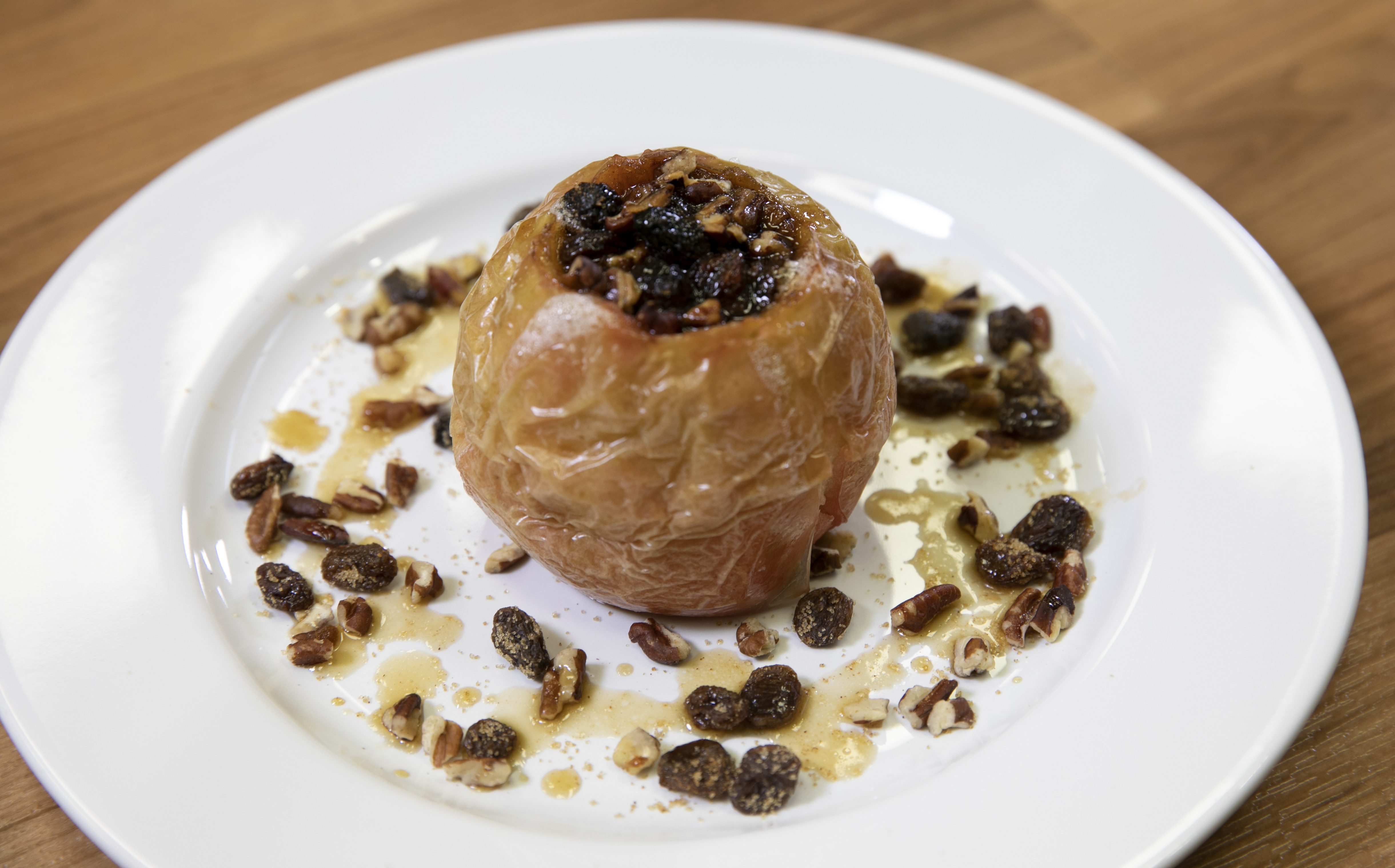
version américaine de la pomme au four : Baked apple aux raisins secs

##### La pomme cuite devant le feu
La pomme cuite devant le feu était autrefois commune: Helvetius (1731) cuit ses pommes pour un régime léger et salutaire devant le feu avec un peu de sucre. L'Encyclopédie (1778) met sur un pied d'égalité les pommes cuites devant le feu ou au four (qui constituent un aliment aussi salutaire qu'agréable). Cadet de Vaux (1807) considère que la pomme cuite à la chaleur rayonnante du feu un incomparablement meilleure que cuite à l'eau. La Société de gens-de-lettres (1787) décrit en détail l'action du feu lors de la cuisson de la pomme: «la partie amylacée devient soluble, le tissu cellulaire est ainsi amolli, l'addition de sucre la rend plus douce et plus nourrissante».
La pomme se cuisait alors près du feu : pommes cuites à la broche, pommes cuites à la cendre,. Il existait un ustensile de cuisson en terre ou en métal dans lequel on mettait les pommes à cuire près du feu, le pommier: Pomme cuite au pommier. Et faute de feu pourquoi pas un volcan ? Vaysse de Villiers (1830) raconte qu'il a fait cuire des pommes sur le Vésuve (cette façon de cuire les pommes ne doit pas être confondue avec les Pommes à la Vésuve qui est une mélange de macaronis et de compote de pomme en forme de volcan dans lequel on flambe de l'eau de vie),.

##### Les recettes de pomme au four

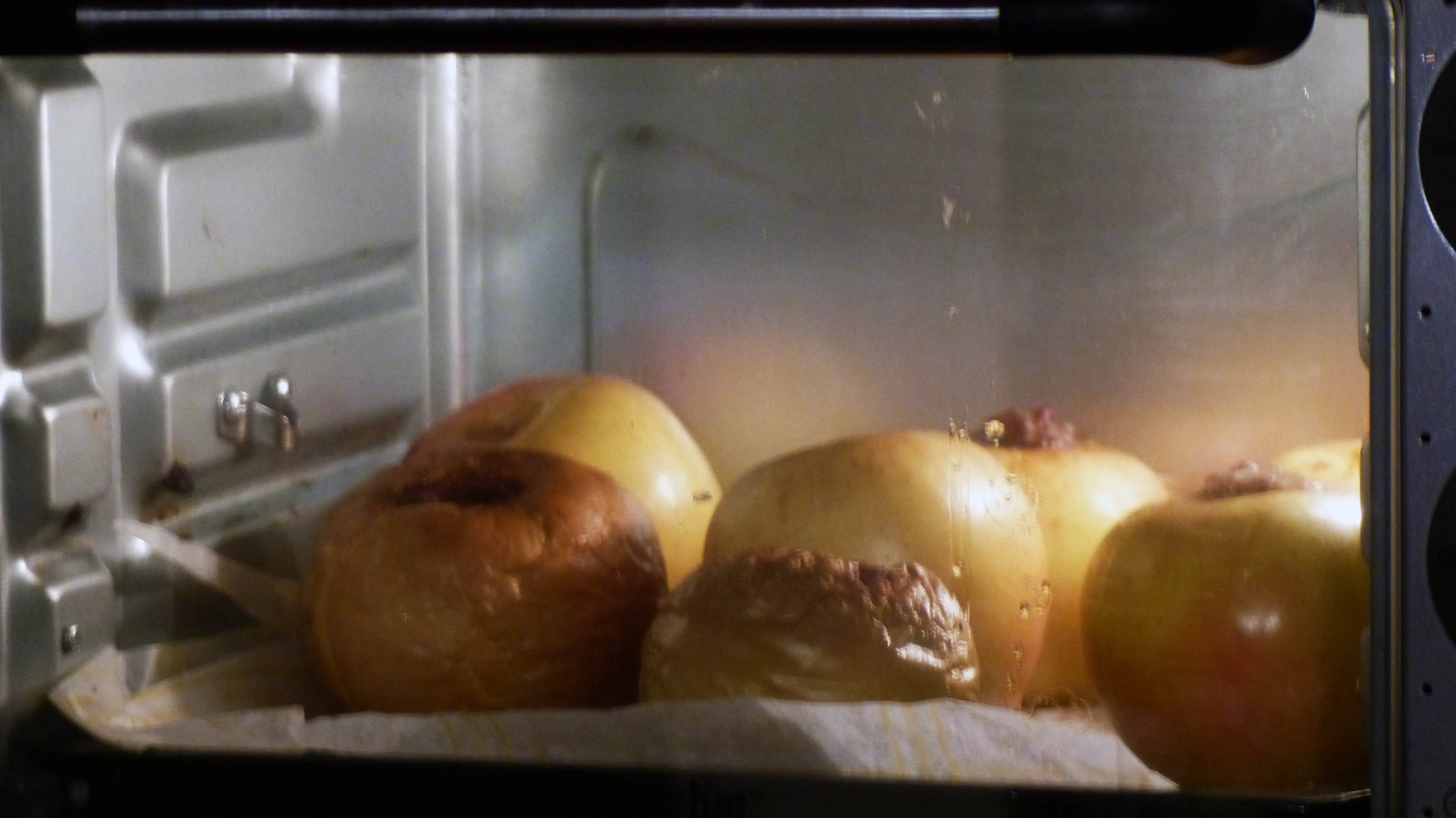
pommes dans le four

Les recettes de pomme au four sont nombreuses: pomme entière cuite après le retrait du pain du four nommée roulette ou roulée, servie sur une tranche de brioche, pomme au beurre cuite lentement sur une tranche de pain, pomme bonne femme (reinette chez Escoffier) où le trou laissé par le trognon évidé au vide pomme est rempli de beurre sucré et sa variante la pomme châtelaine (remplie d'un salpicon aux cerises),,,. Apple niamh chinn oir, pomme au four irlandaise largement parfumée au whisky irlandais, pomme givrette au calvados, au four à la juive (Cox orange avec groseilles et jus de citron),.
L'encyclopédie chinoise en ligne baike distingue parmi les pommes cuites 烤苹果 (kǎo píngguǒ), les pommes cuites au four à 120 °C 250 °F 香烤苹果 (xiāng kǎo píngguǒ), les pommes cuites à la française à 180 °C 355 °F 法式烤苹果 (fàshì kǎo píngguǒ)(cuites au four avec cassonade, beurre et rhum) et les 英式香酥烤苹果 (yīng shì xiāng sū kǎo píngguǒ) crumble aux pommes anglais[réf. nécessaire].

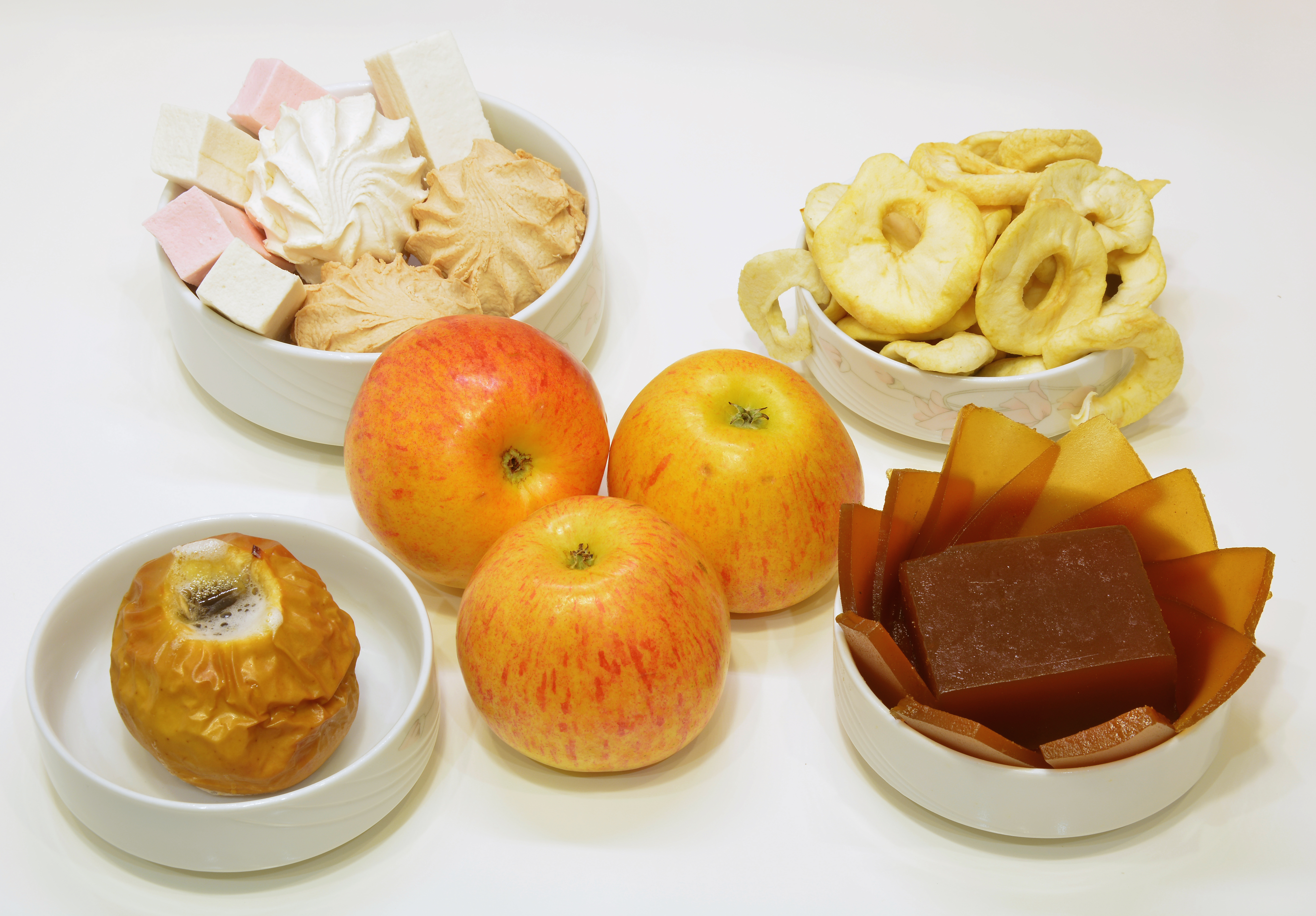
au four, séchées, pâte de pomme à droite

Dessert traditionnel, les pommes cuites entières au four sont disposées sur un plat. Les variétés qui se tient bien à la cuisson sont Golden, Idared, McIntosh, Judelinie etc. La cuisson est de 30 min dans un four chauffé à 120 °C 250 °F. Afin conserver une partie de son eau le fruit ne doit pas être pelé, le trognon peut être supprimé au vide-pomme et à sa place on met du beurre travaillé avec du sucre, des raisins secs à la mode américaine (Baked apple). Il peut être posé sur une tranche de pain avec du beurre, un peu d'eau, éventuellement sucré. La pomme au four est servie tiède ou froide, nature, poudrée de cannelle, nappée de gelée ou de confiture, accompagnée d'une boule de glace, de sauce chocolat, de crème...

##### Variantes de pommes au four
La pomme au four en papillote (aux raisons secs, au vin doux, à la crème d'amande, au caramel...)  cuit 20 min,.
La pomme soufflée est une pomme cuite au four garnie d'un appareil à soufflé praliné. La pomme moscovite est une pomme au sirop évidée remplie d'un soufflé de pomme et cuite au four. La pomme gratinée est faite de quartiers sautés posés sur une compote, pralinés puis gratinés au four. La pomme flambée au Calvados est en principe cuite au four.

##### Pomme au four micro-ondes
Ce mode de cuisson rapide (1 à 7 min selon les auteurs) n'est pas sans risque d'exploser les pommes, on lit qu'il faut enlever le trognon, les piquer ou couvrir le plat de cuisson d'un film plastique ou d'une cloche à micro-ondes,,.

#### Pâtisseries aux pommes

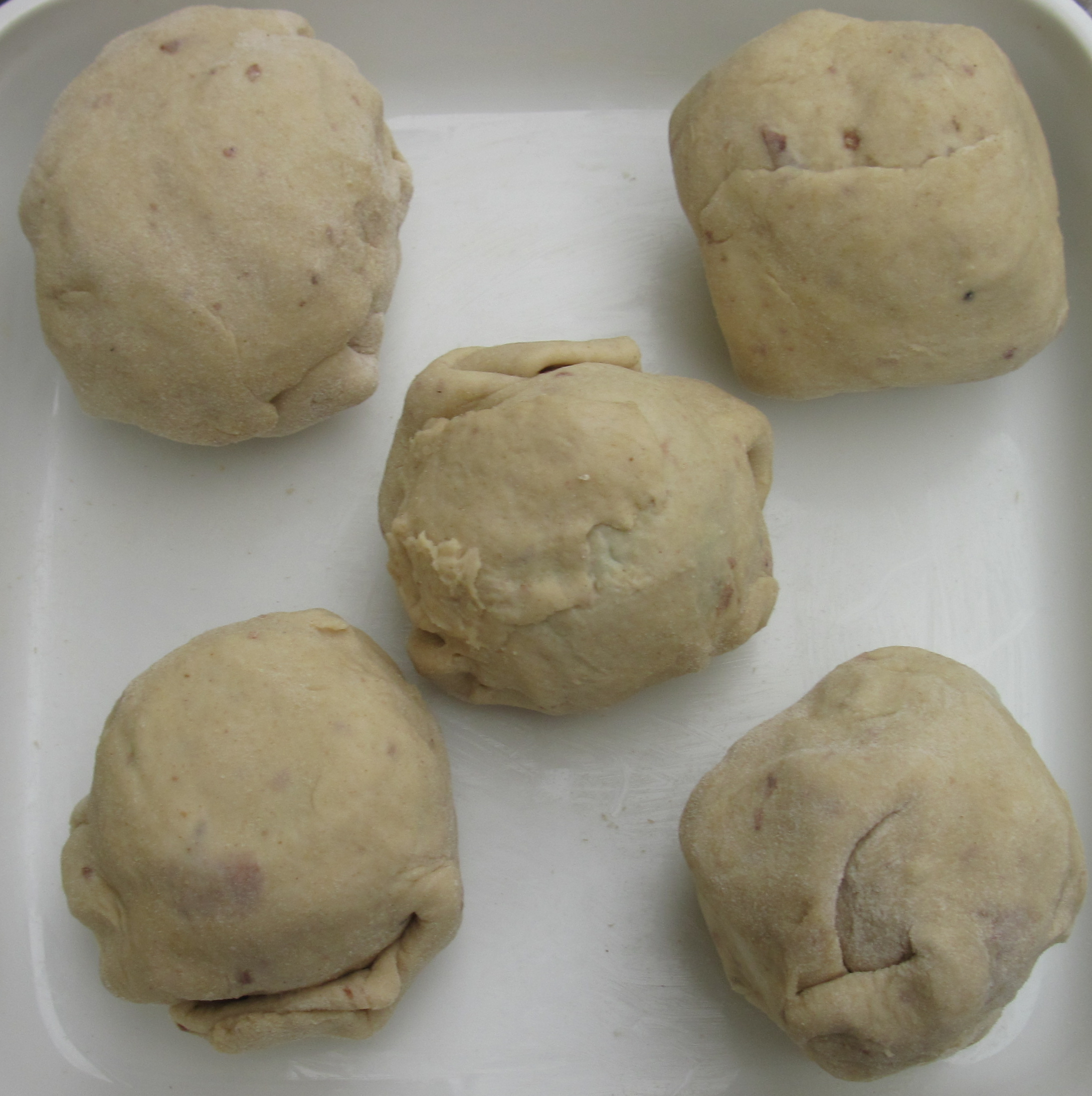
bourdélots (pomme en pâte) avant cuisson au four

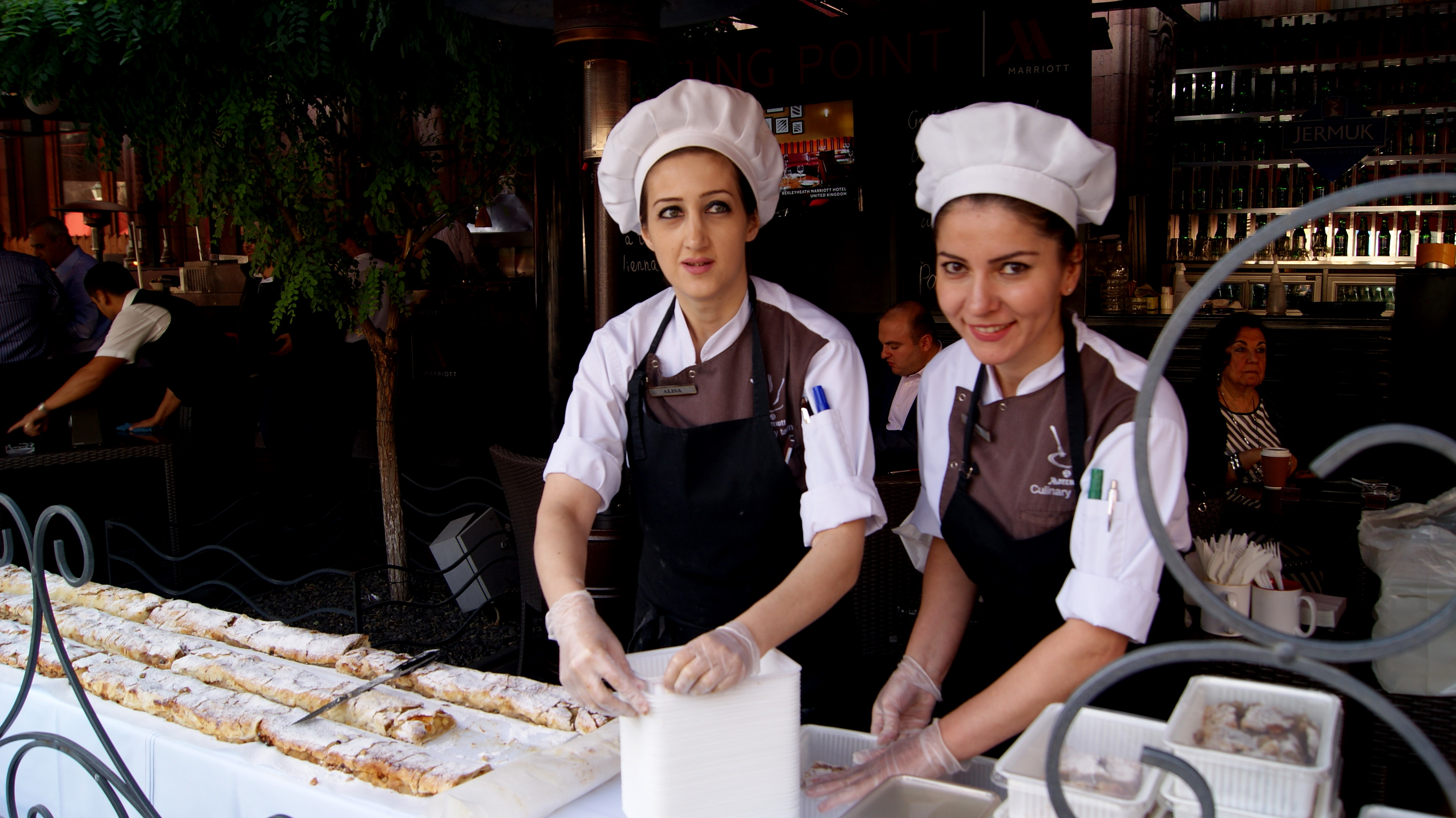
Strudel géants à Erevan à l'occasion du Strudel day 2016

##### Pommes en pâte

###### Le chausson aux pommes
Le chausson aux pommes, demi-disque de pâte feuilletée contenant une garniture de pomme et/ou de compote apparait dans la langue sous la forme chausson de pomme (1831), chausson aux pommes l'emporte vers 1890. Variante belge: la gosette qui se fait de pâte brisée, l'apple turnover anglais a des formes peu canoniques (triangle, rectangle). Anciennement appelé tarteron ou tarterone («petite tarte aussi appelé croissant» - Gilles Corbet, 1851):

« Si viendront les filles d'Orchics,
Qui ont main et pattes noircies,
De faire tarterons dorés,
Wattelets et flancs mal arrés. »

(Faitz et Dicts.de Molinet).

###### L'Apfelstrudel
L'Apfelstrudel, strudel aux pommes: pâte à strudel feuilletée fourré de gros morceaux de pommes, de noix d'amande, et de raisins secs. Se sert chaud aromatisé de cannelle et de crème fraîche. Il existe diverses pâtes à strudel, souvent on utilise de la pâte feuilletée, mais la véritable qui donne le ausgezogener Apfelstrudel, Apfelstrudel effiloché, est très finement feuilletée, comme la pâte phyllo (du grec ancien φύλλον / phýllon, feuille) des baklavas ottomanes d'où elle tient son origine. Le baklava aux pommes se rencontre en Afrique du Nord.

###### Spécialités régionales de pomme en pâte
- Le bourdelot est une spécialité normande (avec beurre et sucre) de pomme cuite entièrement enveloppée dans une pâte brisée ou feuilletée.
- Rombosse (ou råbosse en wallon ou le bourdelot en Normandie). Cuite entière enveloppée de pâte. Variante la rabotte picarde,
- Le cochelin d'Evreux sur pate feuilletée[73].
- La tourtière landaise couverte de fines couches de pâte et baptisée à l'Armagnac.

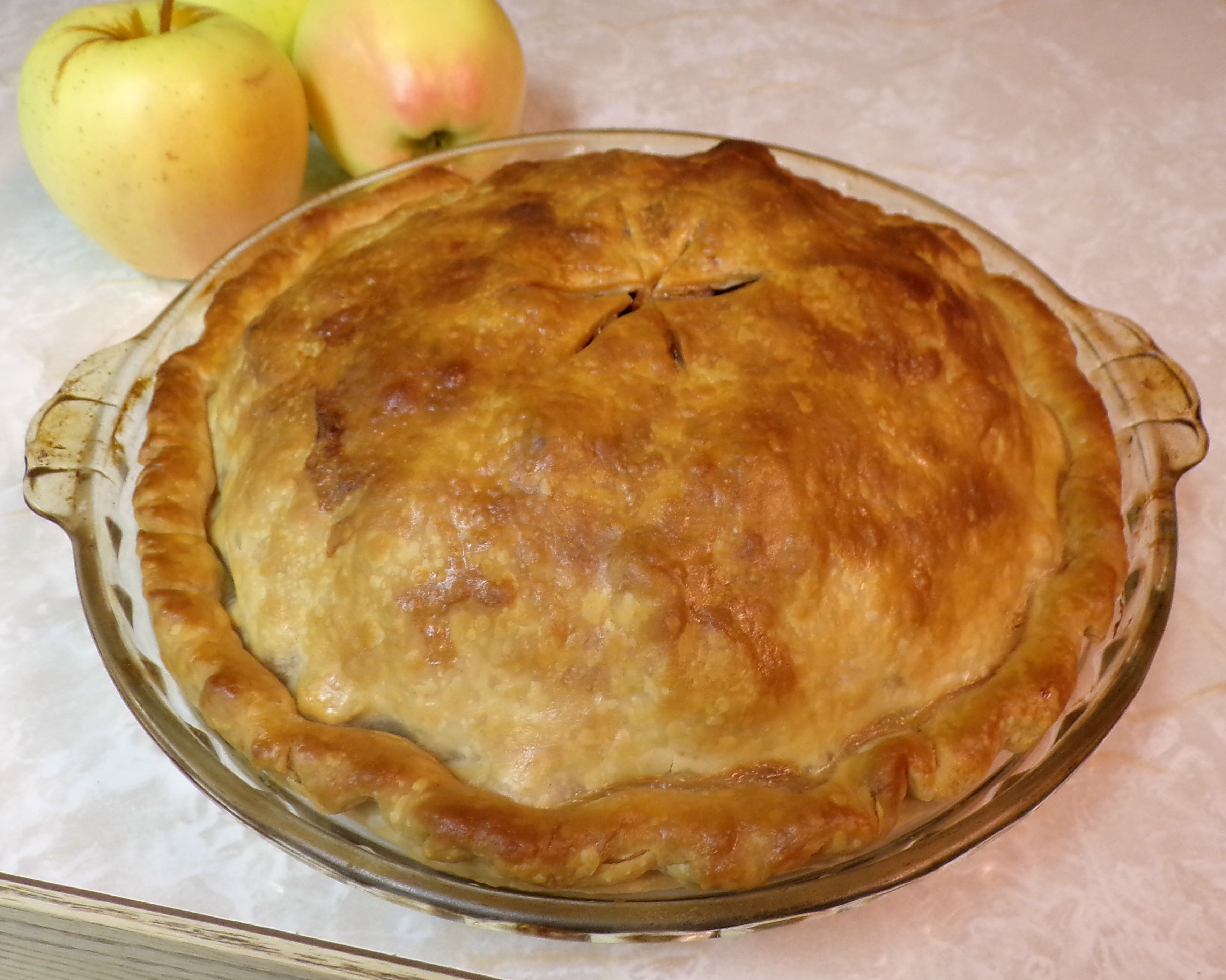
pie: tarte couverte d'une abaisse de pâte

##### Tartes, pies

###### Tarte en pomme,tartes aux pommes, flan aux pommes
Le Banquet des palinods de Rouen en 1546 dit tarte aux pommes («La Tarte au fromage et la Tarte aux pommes rappellent la Normandie» 1593). (A noter que ce texte est antérieure à la tarte aux pommes de Robert Greene souvent présentée à tort comme origine de la tarte aux pommes),. Le dictionnaire de Furetière (1701) dit tarte en pomme («tarte faite avec des pommes»). Même si tourte aux pommes se rencontre depuis 1785, c'est depuis 2003 que le terme devient fréquent (les hobbits aiment la tourte aux pommes), il désigne selon les auteurs une tarte aux pommes, une tarte aux pommes recouverte (pie, tourte roumaine aux pommes),,,. Le flan aux pommes n'est pas toujours un flan mais selon les auteurs se rapproche d'une charlotte (chez Carême) ou d'une tarte, Prosper Montagné écrit «Flan ou tarte aux pommes» (1879) pour décrire le flan à la parisienne ou flan aux pommes Calville qui sont des tartes,. Le flan aux pommes façon flan est fait, d'après la recette de Mlle Jouvenet, de quartiers de pomme cuits au sirops, placés sur une pâte puis recouverte d'un appareil à flan (œufs, lait, cannelle) et le flan est cuit  30 min au four.
La tarte aux pommes est un vieux classique universellement apprécié: «grâce à la tarte aux pommes je ne suis jamais seul. L'amour brille dans mon cœur» Anne Merville 2017. Mais qui donne toujours lieu à débat : pâte brisée, pâte feuilletée ou pâte sablée, ? Les variantes en sont : dans une tourtière, dans un plat à couvercle, retournée façon Tatin, sur un lit de compote (à la parisienne), la tarte normande avec amandes et crème pâtissière,,. Couverte d'une abaisse de pâte, de lanières de pâte en treillis ou de rien, avec ou sans crème?,.

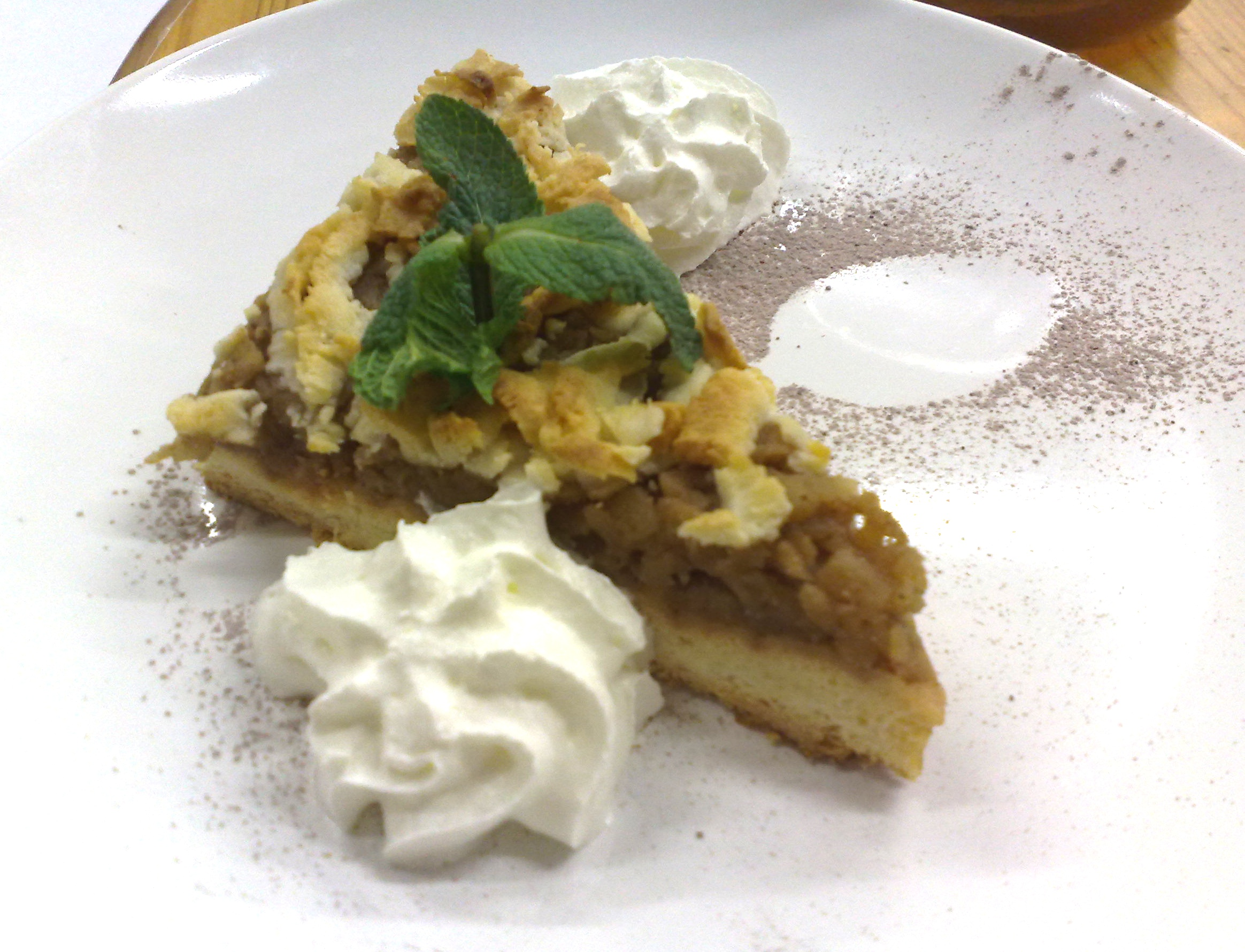
tarte aux pommes polonaise sur pâte levée

###### Universalité de la tarte aux pommes

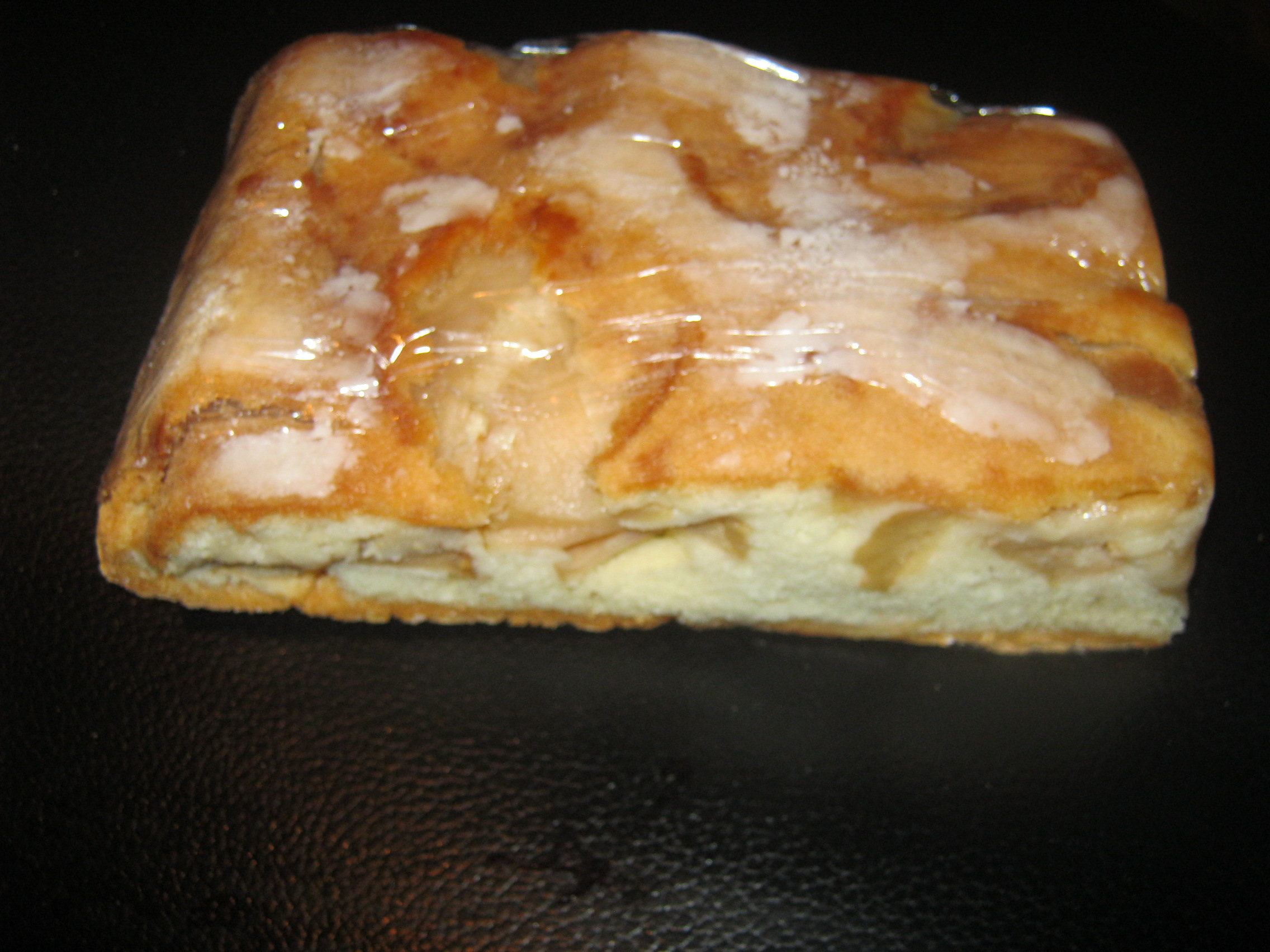
version lituanienne de la tarte aux pommes, entre tarte et gâteau

Urbain Dubois donne la tarte aux pommes à la Flamande (avec de la frangipane), à la Wesphalienne (pumpernickel et confiture d'abricot), l'Apple's tart: tarte aux pommes version anglaise couverte d'une abaisse de pâte, la torta de maçã qui se fait au Brésil de pommes cuites dans une gelée qu'on sert froide et prise, äppelkaka suédoise sur une pâte de génoise,. American Pie totalement intégrée à la culture américaine («When you say that something is 'as American as apple pie,' what you're really saying is that the item came to this country from elsewhere and was transformed into a distinctly American experience.» John Lehndorff - quand vous dites américain comme une tarte aux pommes vous voulez dire aussi américaine qu'est devenue la tarte aux pomme),. Яблочный пирог se fait sur une pâte levée.

##### Gâteaux aux pommes

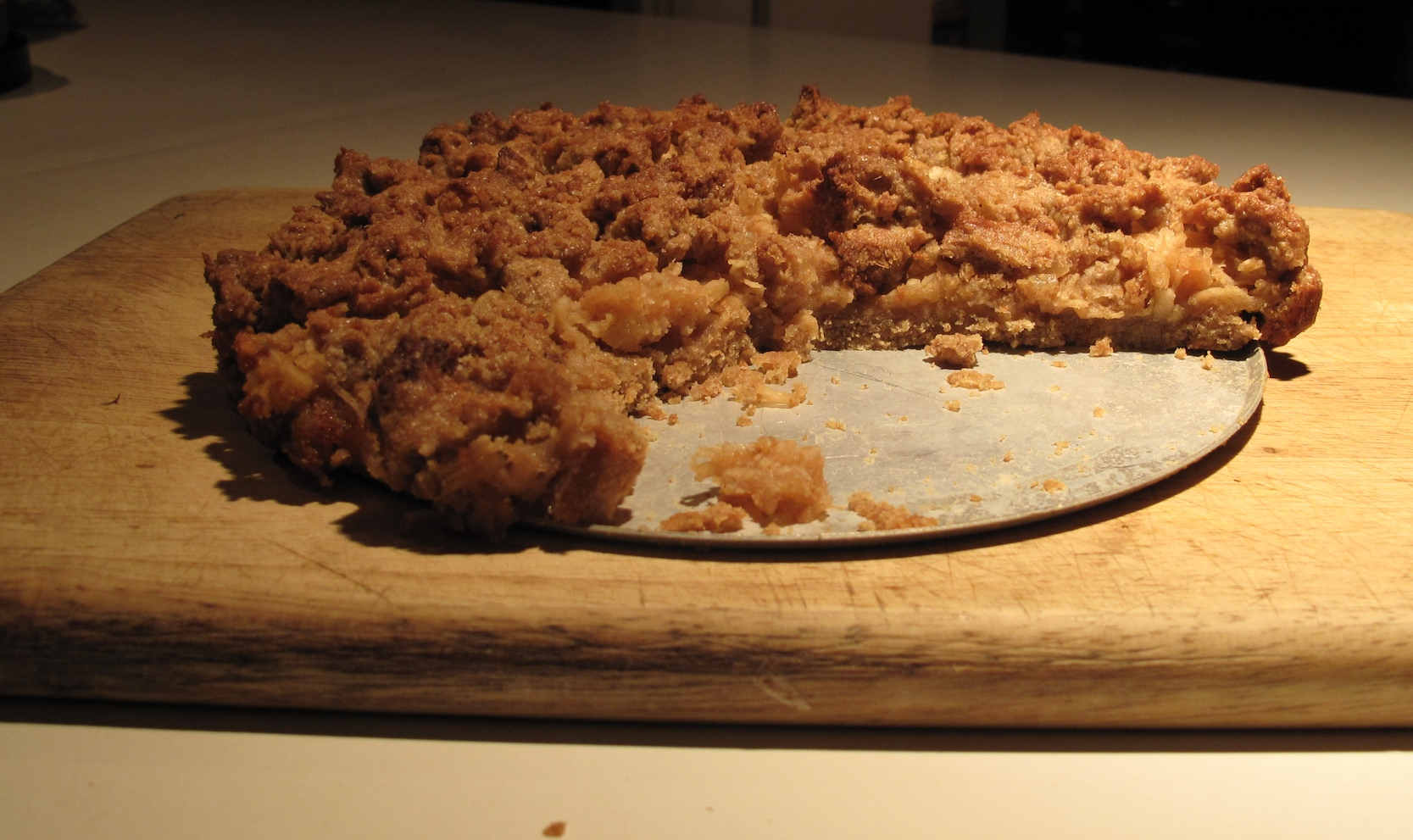
Crumble aux pommes

Il en existe une infinité de variantes selon les pays: Apple cake - cake aux pommes, la bavaroise aux pommes, la charlotte (enveloppe de biscuits, fourrage de couches alternées de pommes cuite à la cannelle et de confiture souvent d'abricot), la chartreuse aux pommes qui devient suédoise de pomme enrobée de pommes au sirop vanillé, le clafoutis aux pommes, le crumble (le crumble aux pommes apparait dans la langue française en 1960, on le rencontre pomme-raisin, poire, banane etc.,), le pudding de pomme (Mother Eve's pudding aux pommes Bramley, riche en beurre), moelleux aux pommes (terme entré dans la langue en 2000),,,,. Grimod de la Reynière (1853) énumère une belle liste de puddings de pomme aux mirabelles, aux abricots, aux groseilles, au cédrat.
La Bretagne possède de belles variétés de pommes à cuire et ses gâteaux bretons aux pommes: le gâteau de la Bouëxière aux pommes est à la levure, le gâteau aux pomme de Plougourvest (pommes en rondelles), les galettes aux pommes, craquelins aux pommes à la cancalaise. Le gâteau aux pommes au cidre est un appareil à flan (crème, lait, fromage blanc, œuf) aux pommes, au cidre et au Calvados.

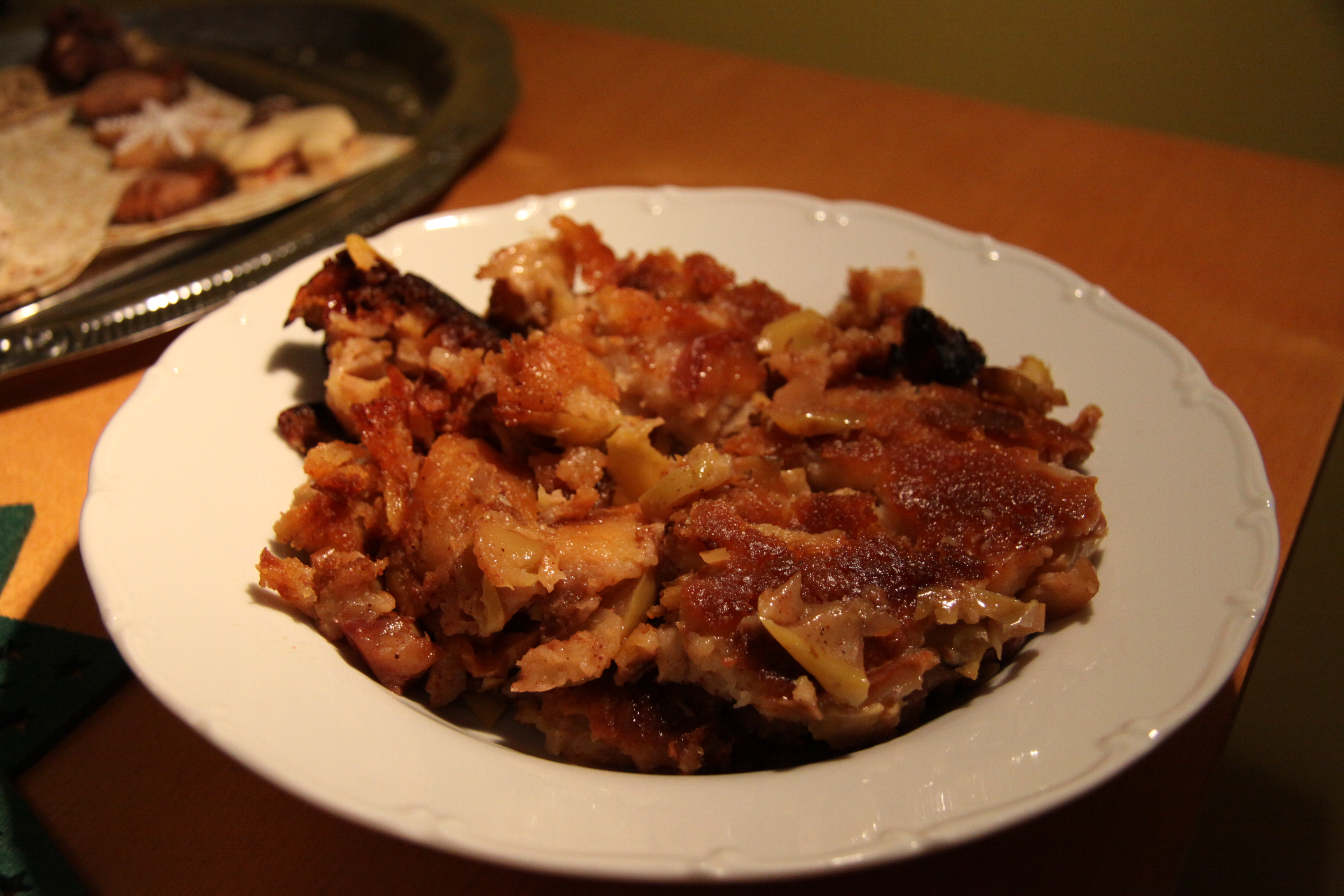
Zemlovka (pomme, pain et lait)

La Žemlovka est un gâteau tchèque de pomme, pain grillé et lait. La charlotte aux pommes de Pâques russe Yablotchnaia Babka est une version fondante de ce mélange: tranches de pain de mie dorées au beurre, pommes sautées, crème anglaise gélifiée à la vanille.

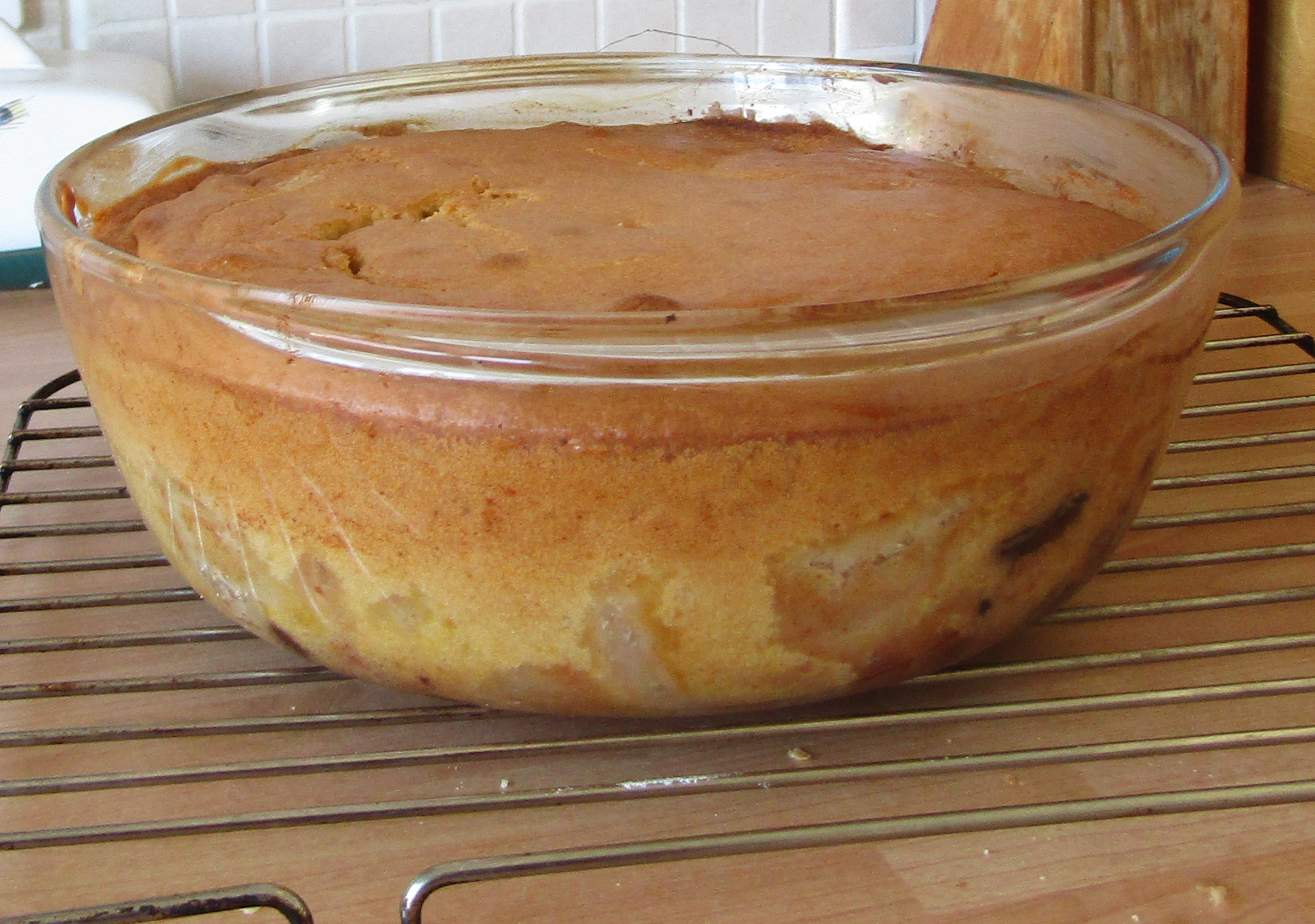
EvesPudding, aux pommes et au beurre

En Amérique du nord, grosse productrice de pomme, Apple crisp est à base de pommes en compote cuites au four, garnies avec une garniture friable de farine, beurre et sucre, de flocons d'avoine et de cassonade. Il est souvent considéré comme une variante du crumble. Apple Brown Betty est une superposition de couches de pomme cuite et de la même garniture friable. Apple cobbler est couvert d'un mélange qui est le même que celui d'Apple crisp mais sans avoine. Le gâteau aux pommes juif, ou néerlandais ou un gâteau aux pommes allemand (Jewish apple cake) qui aurait été introduite en  Pennsylvanie par les immigrés hollandais est une génoise aux pommes sans produits laitiers.
Aux USA, le 6 juin est la Journée Nationale du gâteau à la compote de pomme (National Applesauce Cake Day), ce gâteau à base pâte à génoise (farine, sucre, œufs, corps gras) et de compote de pomme, la présentation est variable.

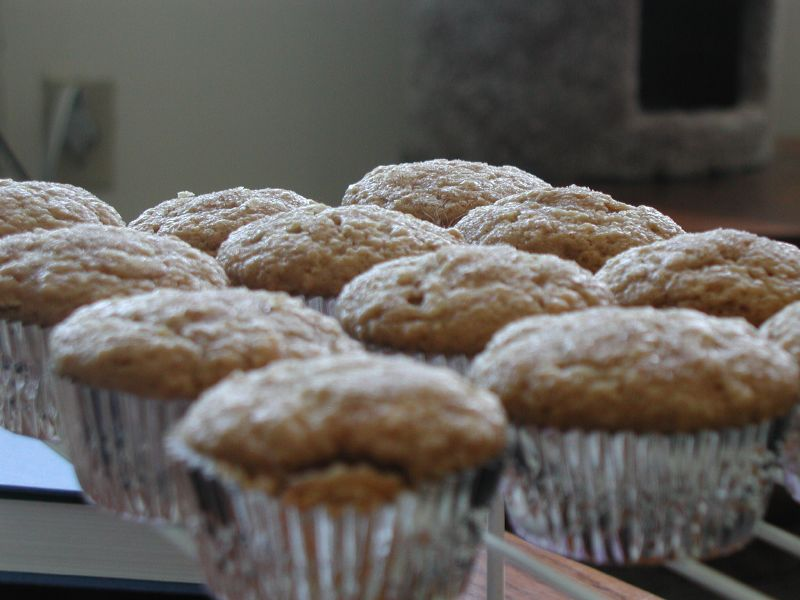
Applesauce cupcakes (génoise à la compote de pomme)

###### Pomme au riz, riz au lait aux pommes
La pomme au riz, entremets de la cuisine classique et un riz au lait à la compote ou aux quartiers de pomme cuite,. Carême (1858) le servait avec art: Pommes au riz historiées, Pommes au riz en dôme couronné d'une coupe historiée de riz de couleur. Turban de pommes au riz, historié de raisin de Corinthe. Pommes au riz en gradins, pyramides de pommes au riz, Pommes d'api au riz ornées de feuilles de biscuit aux pistaches, Pommes au riz couronnées d'une crête de riz. Dumas (1873) en donne les recettes....

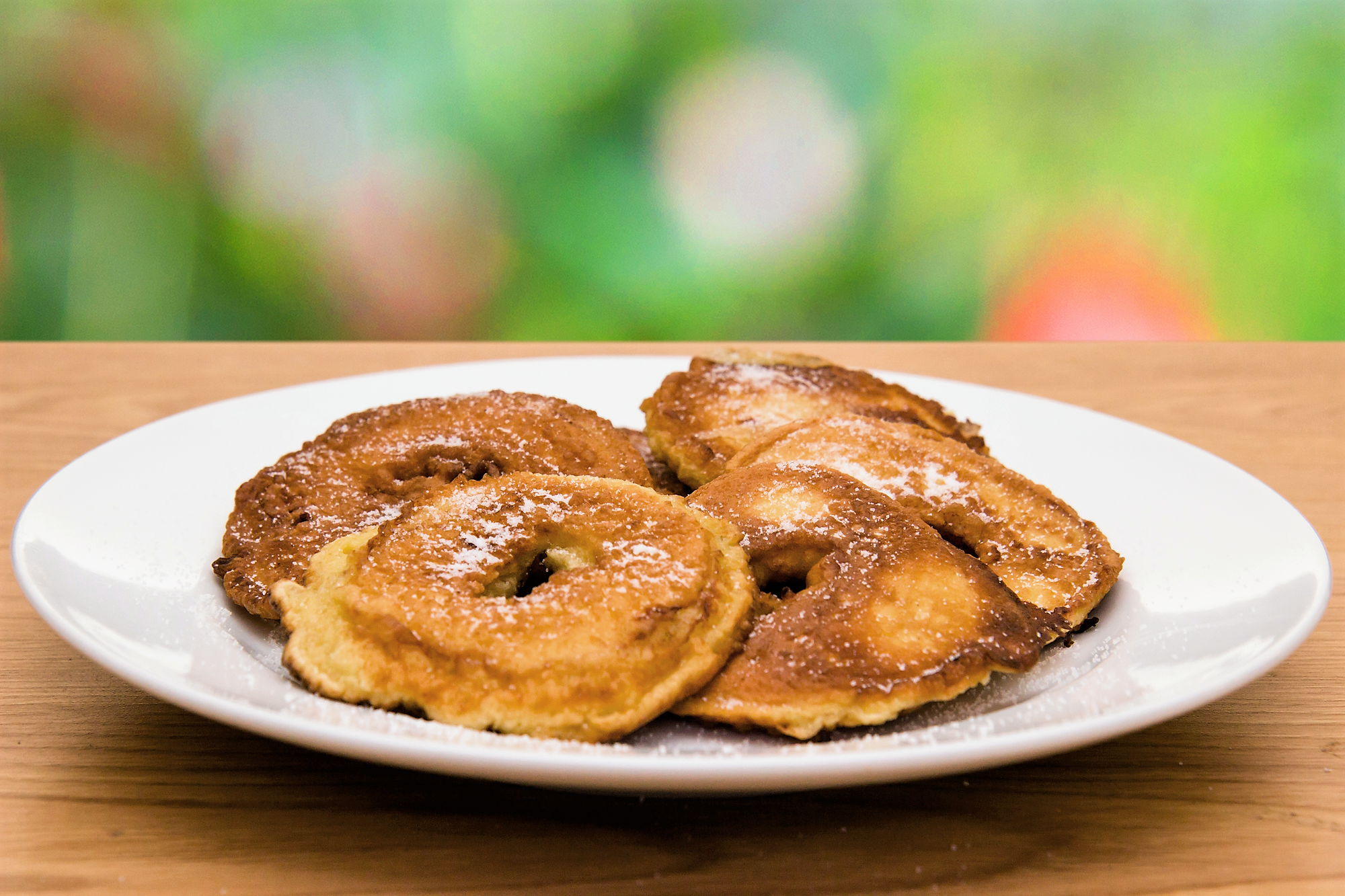
beignets aux pomme

#### Pommes et friture - beignets aux pommes
Beugnons aux pommes dans le Berry, les beignets de ou aux pommes sont des tranches de pommes pelées trempées (de préférence des reinettes) dans un pâte à beignet et frits jusqu'à obtention d'une belle couleur. Ils dateraient du XVIIe siècle. On les sert tièdes au sucre, François Massialot (1721) les arrosait de vin d'Espagne; Carême les servait en couronnes glacées,,,. Au Québec le beignet de pomme Alexandre se fait dans une pate au fromage crème. L'apple beignet (à la cannelle) est la spécialité néerlandaise du repas de fin d'année.
Les amateurs découpent la pomme en rondelle de 13 à 5 mm d'épaisseur. En 1839 de Courchamps donne une friture de pomme à la bonne femme (Quartiers de reinettes macérés à l'eau de vie avec cannelle et lime, trempés dans la pâte à frire et poêlés).

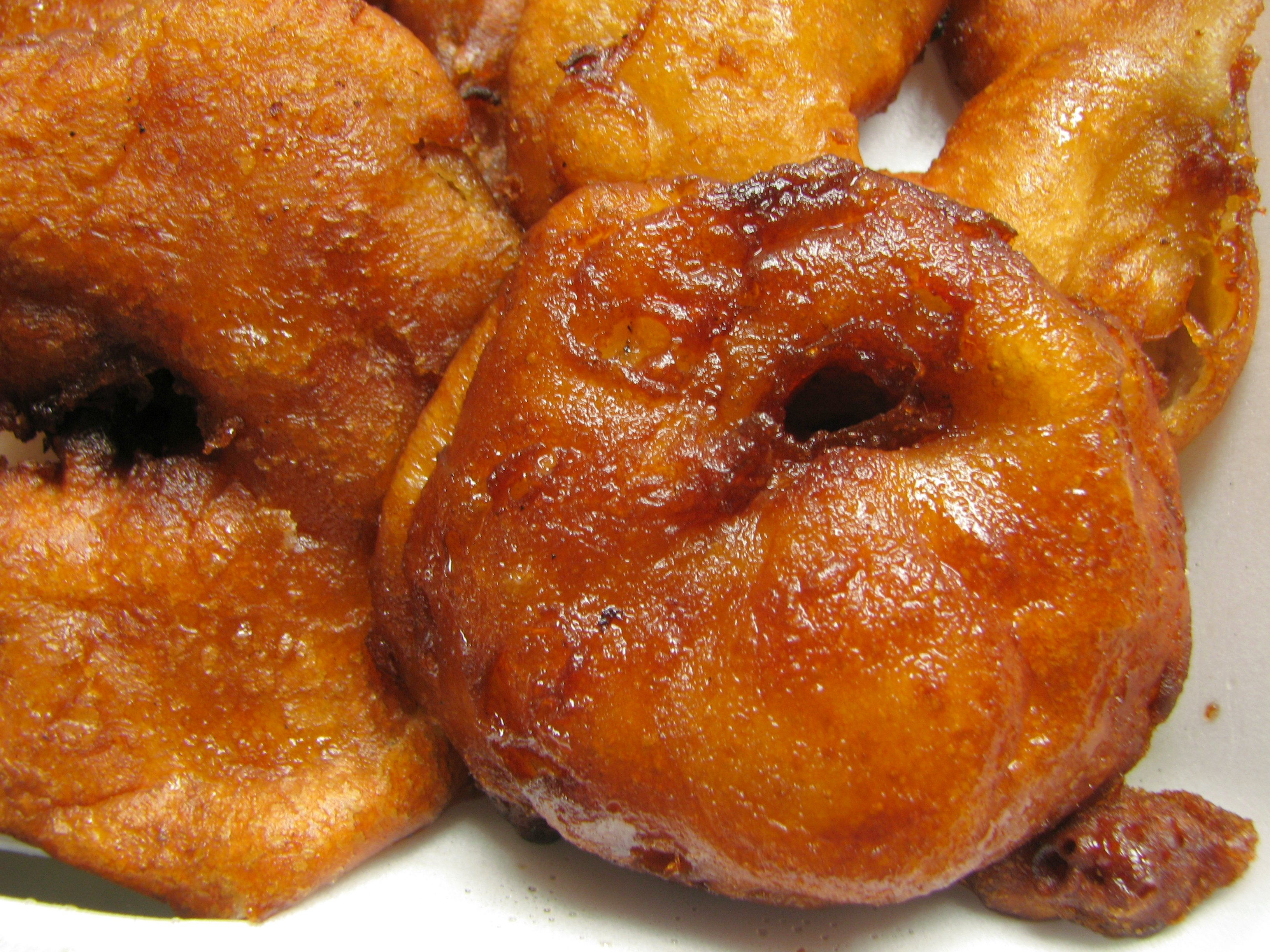
Apfelküchle au sirop d'érable

L'Apfelküchle ou Apfelradl, gebackene Apfelringe, Apfelbeignet (de Apfel pomme, et Küchle souabe Kuchen gâteau) est une spécialité populaire du Bade-Wurtemberg, en forme de beignet large et plat. Ils sont consommés à l'époque du carnaval.

#### Pommes à la vapeur, au sirop, au vin

##### à la vapeur
Mode de cuisson rapide (a été utilisée pour les compotes industrielles), souvent employé pour les compotes des enfants,. Selon Chi Nei Tsang (Chasser les vents) «manger des pommes cuites à la vapeur est un moyen naturel pour éliminer les flatulences» (2002). Les aromates tels que la fève tonka, le miel, la cannelle se rencontrent, mais on sert aussi les pommes cuites à la vapeur avec du fromage blanc frais et des fines herbes,,.
En Chine, 蒸苹果 (Zhēng píngguǒ), la pomme vapeur de nature douce et riches en nutriments est amaigrissante, améliore la forme physique, prévient et soulage la diarrhée, régule la rate et l'estomac. En Corée la pomme cuite à la vapeur  찐사과 (jjinsagwa) est réputée meilleure pour la santé que la pomme crue. Au Royaume-Uni le Steamed Apple Pudding est richement solidifié de beurre, farine, sucre et lait et servi nappé de crème anglaise.

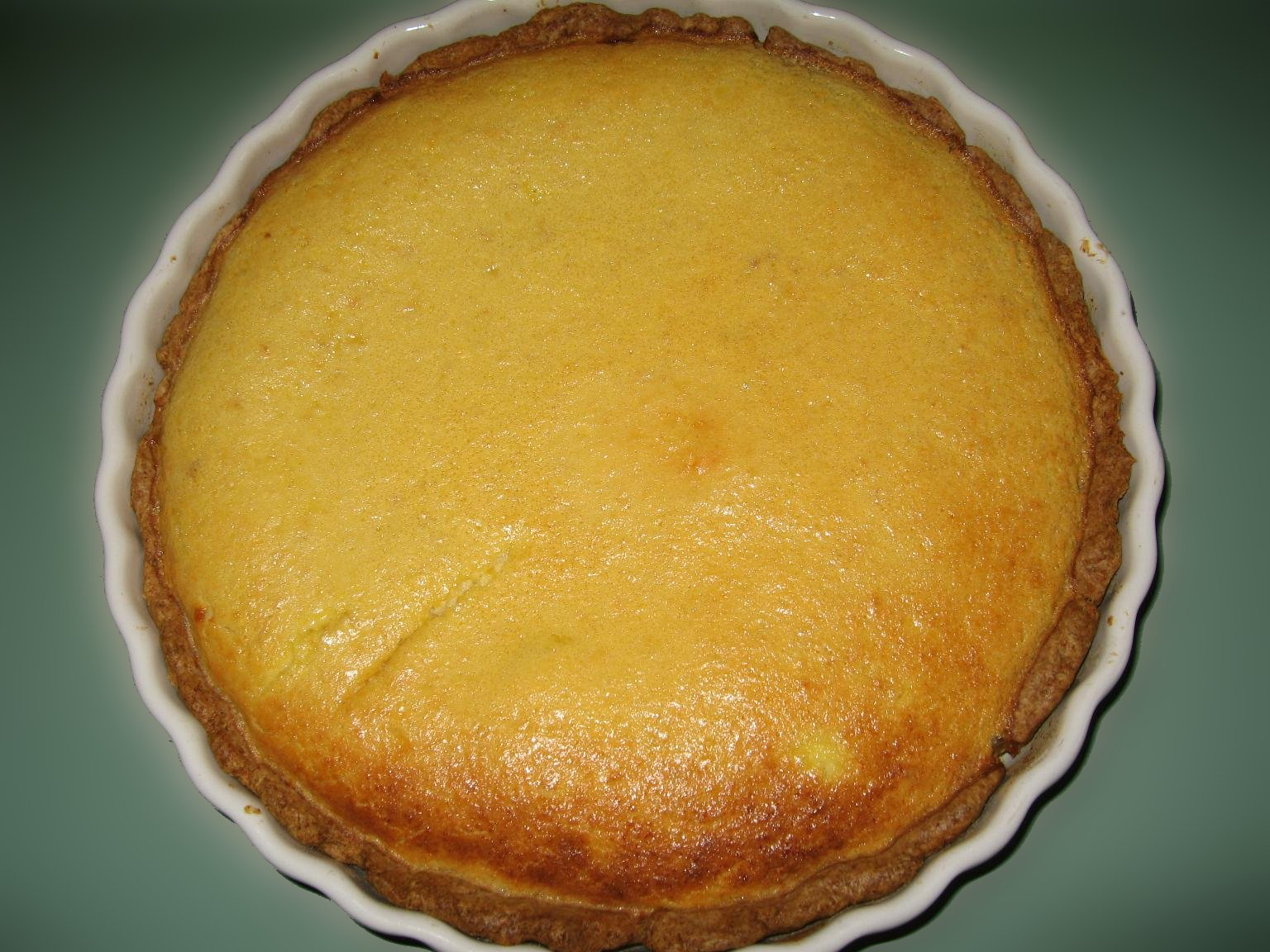
galette de pomme au sirop d'érable

##### au sirop

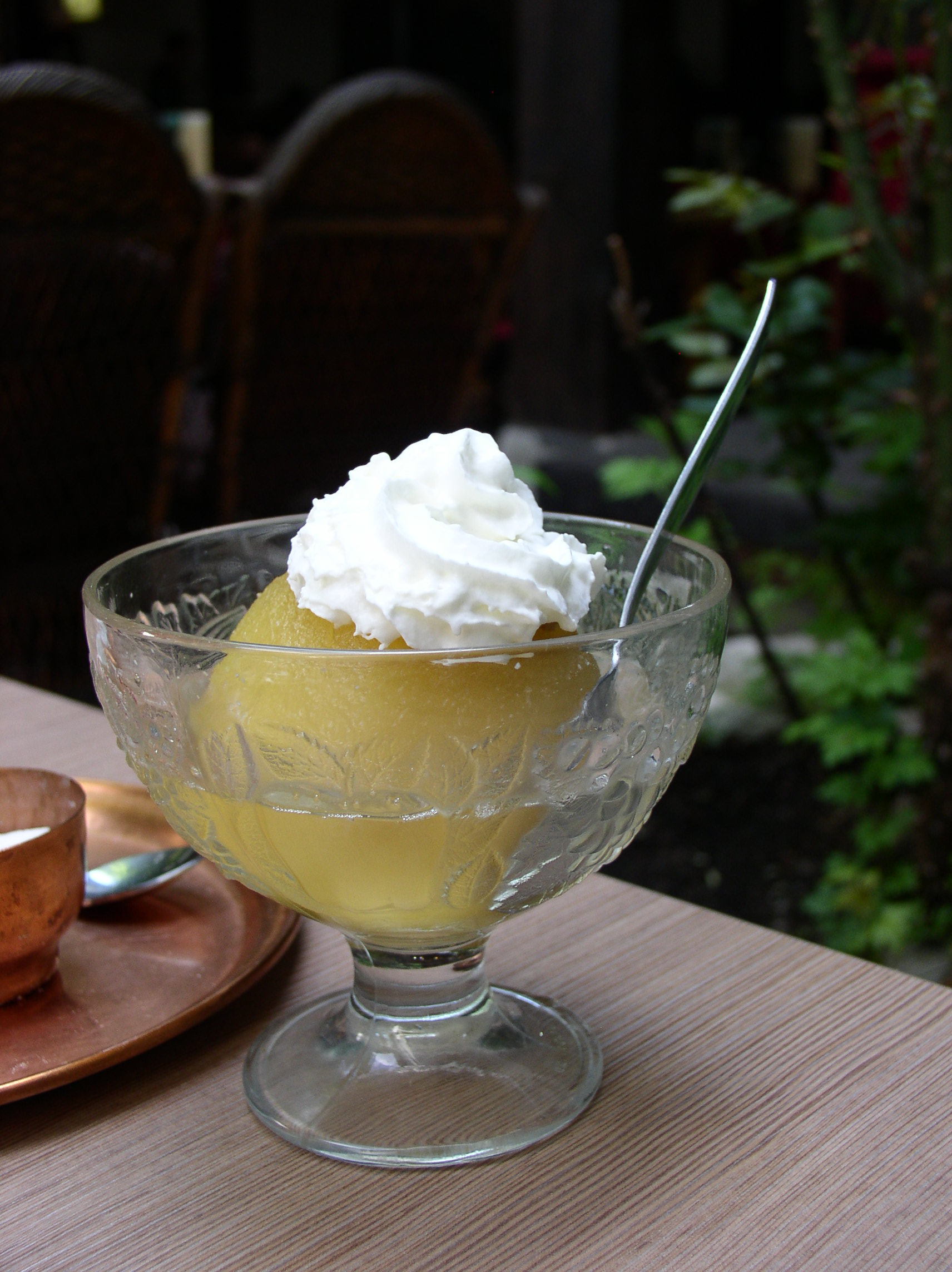
Tufahiija au sirop

Les pommes pochées dans un sirop (eau et sucre), le vin sont de vieilles recettes. Urbain Dubois (1868) utilise ce mode de cuisson pour faire sa compote de pomme avec des Calville ou des Reinettes et Catherine de Bonnechère (1895) fait sa compote de pommes Marinette cuite dans un mélange sirop et vin blanc,. Ces sirops sont diversement aromatisés: vanille, citron, zeste d'orange, caramel, au kirch, au rhum,.
La cuisson des pommes dans le miel (pommes miellées) était commune chez les anciens, d'où le nom pomme d'Appie (de Apis mellifera, l'abeille)
La tufahija arabe تفاح (tuffàh) pomme, russe Туфахия est une pomme au sirop citronné d'origine perse ou ottomane selon les sources, farcies d'une crème de noix ou de noix pilées et servie couverte de crème Chantilly, populaire en Bosnie-Herzégovine, en Serbie, en Macédoine du Nord et en Croatie,. Le Yablok, ou pomme confite à la russe est une pomme verte fondante longuement confite dans une marinade aigre-douce qu'on laisse fermenter,.

##### au vin
Ce sont des pommes entières avec ou sans le trognon ou en rondelles, cuites au four ou à la poêle, à la casserole ou au sucre, souvent de la cannelle et du vin,. Les vins rouges taniques (pomme au vin de Madiran) et les vermouth blancs sont fréquemment donnés pour la cuisson des pommes (Pinot Noir par exemple), au Canada les cultivars Spy ou Mutsu qui se tiennent bien à la cuisson sont préférés, au Portugal les pommes au Porto sont une garniture de viande (Maçãs Assada em Vinho do Porto),,,,.
«J'étais rouge comme une purée de pommes au vin, la honte me homérisait». En Italie la Golden se cuit au vin blanc sec, le blanc doux - pomme au vin de Collioure, cupcake de pommes au vin de Marsala, en Allemagne Apfel-Wein-Kompott au vin blanc sec,,,.

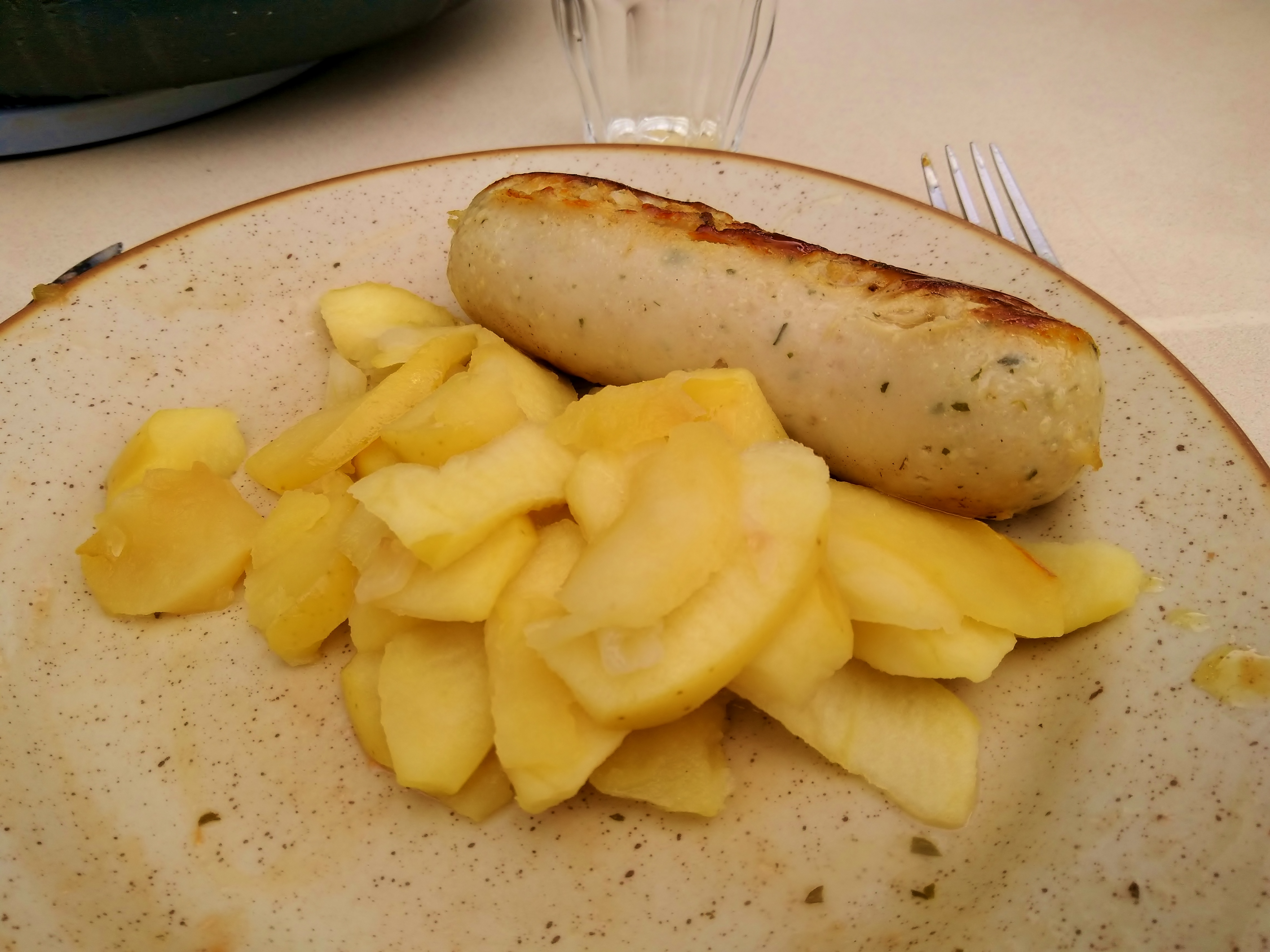
Boudin blanc aux pommes cuites à la poêle.

La compote de pomme au vin donnée par le père Clément (1946) se fait dans une casserole beurrée dont le fond est couvert de pain, puis de pommes en tranches avec cannelle et sucre, mouillées d'un verre de vin blanc avant cuisson douce. On sert en retournant la casserole sur un plat.

##### pomme cuite sautée, poêlée
Les tranches sont cuites à la sauteuse ou à la poêle. La pomme caramélisée ou pomme caramel est poêlée dans du caramel ou bien sautée puis couverte de sauce caramel. Ce mode de cuisson des pommes s'applique en cuisine salée ou sucrée. La pomme sautée accompagne le foie gras, pommes fruits sautées au bacon, pomme poêlée au magret de canard,,.

##### pomme confite

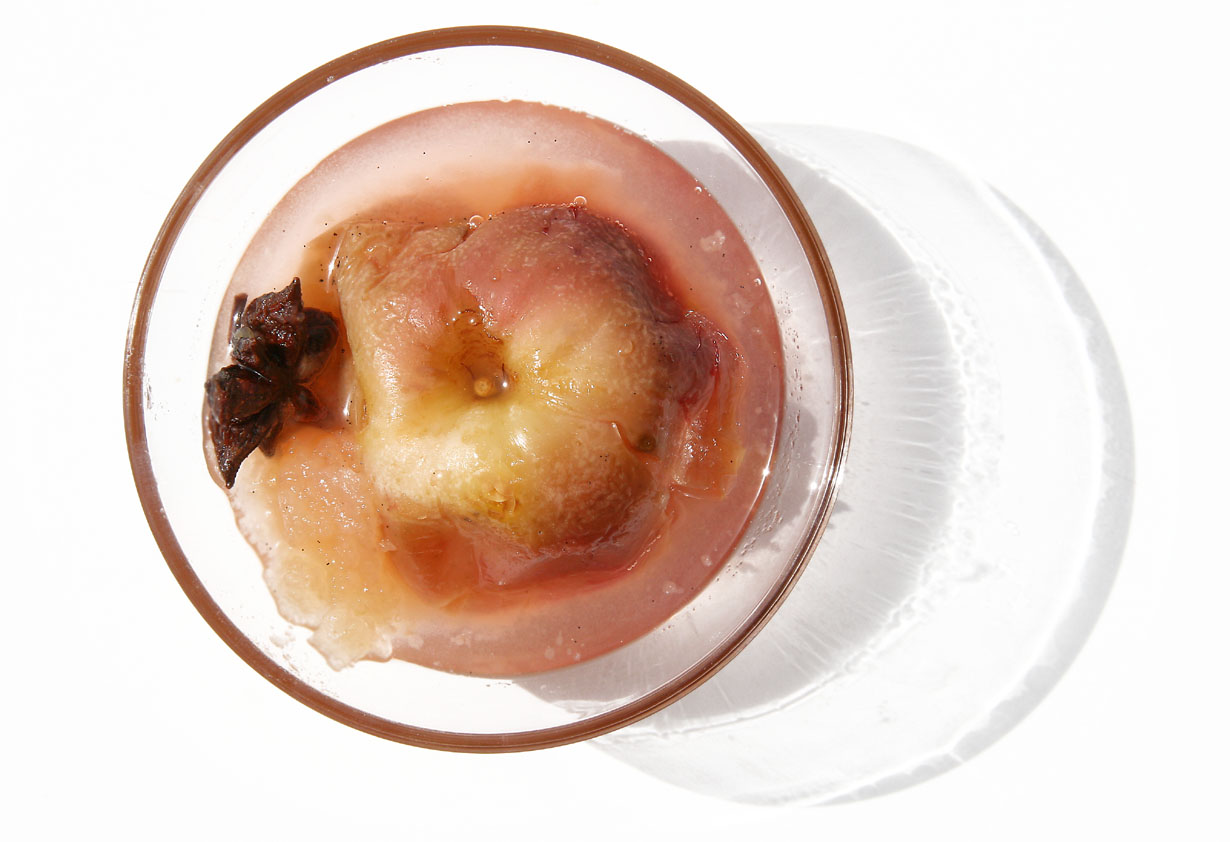
Pomme confite au sucre aromatisée à la badiane

Les anciens grecs confisaient leurs pomme au miel. Le melimelum est une pomme confite dans du miel qui faisait jadis partie de la pharmacopée.«Le melimelum, on en servait sur leurs tables, et les Apothicaires en employaient pour leurs sirops et autres compositions médicinales comme nous employons le sucre: ils en composaient diverses sortes de boissons, comme de l'hydromel qu'ils appelaient aussi  Aqua mulsa, Melicratum, Apomeli» écrit Nicolas Lemery (1733). L'expression pomme confite désigne à la fois des pommes cuites et des pommes crues: «pomme confite dans le sucre, je note que j'ai gouté hier chez les pères jésuites des pommes conservées dans la marc de vin» (Paul Louis Martin, les Fruits du Québec). La pomme confite n'est pas une candy apple ou toffee apple, qui sont des pommes d'amour, pomme crue nappée de sucre cuit dont la version chinoise se fait de divers fruits de Crataegus épépinés (Cenelles, azéroles...), tanghulu (chinois simplifié: 糖葫芦; chinois traditionnel: 糖葫蘆; pinyin: táng húlu).
Les pommes se confisent lentement au sucre dans une casserole, dans une sauteuse, au four (2 h à 90° C,195° F ) aromatisées classiquement à la vanille parfois avec une pré-cuisson dans le cidre,,. Le docteur Charles-Louis Andry (1770) note que «les pommes confites avec du sel se pourrissent, elles se conservent au contraire très longtemps , si elles font confites au sucre». On distinguait en cuisine classique les pommes confites au liquide (conservées dans leur sirop) des pommes confites au sec (égouttées et sucrées). Les pommes canadiennes acides sont préférées pour confire. Chantigné (France, Pays de la Loire) avait une spécialité de pomme confite. Ces pommes confites servent de garniture: brioche aux pommes confites, soufflé aux pommes confites, etc. ,.

##### Sirop de pomme
Parmentier (1813)  a donné le détail de la mise au point des méthodes de fabrication du sirop de pomme qui est un extrait liquidé de cuisson de pommes, clarifié, à la texture de miel, apte à se conserver plusieurs années. Les pommes sont cuites dans de l'eau (poids de fruit égal au poids d'eau), le liquide de cuisson exprimé est réduit. Il sert de base à la gelée de pomme et à la pâte de pomme,.

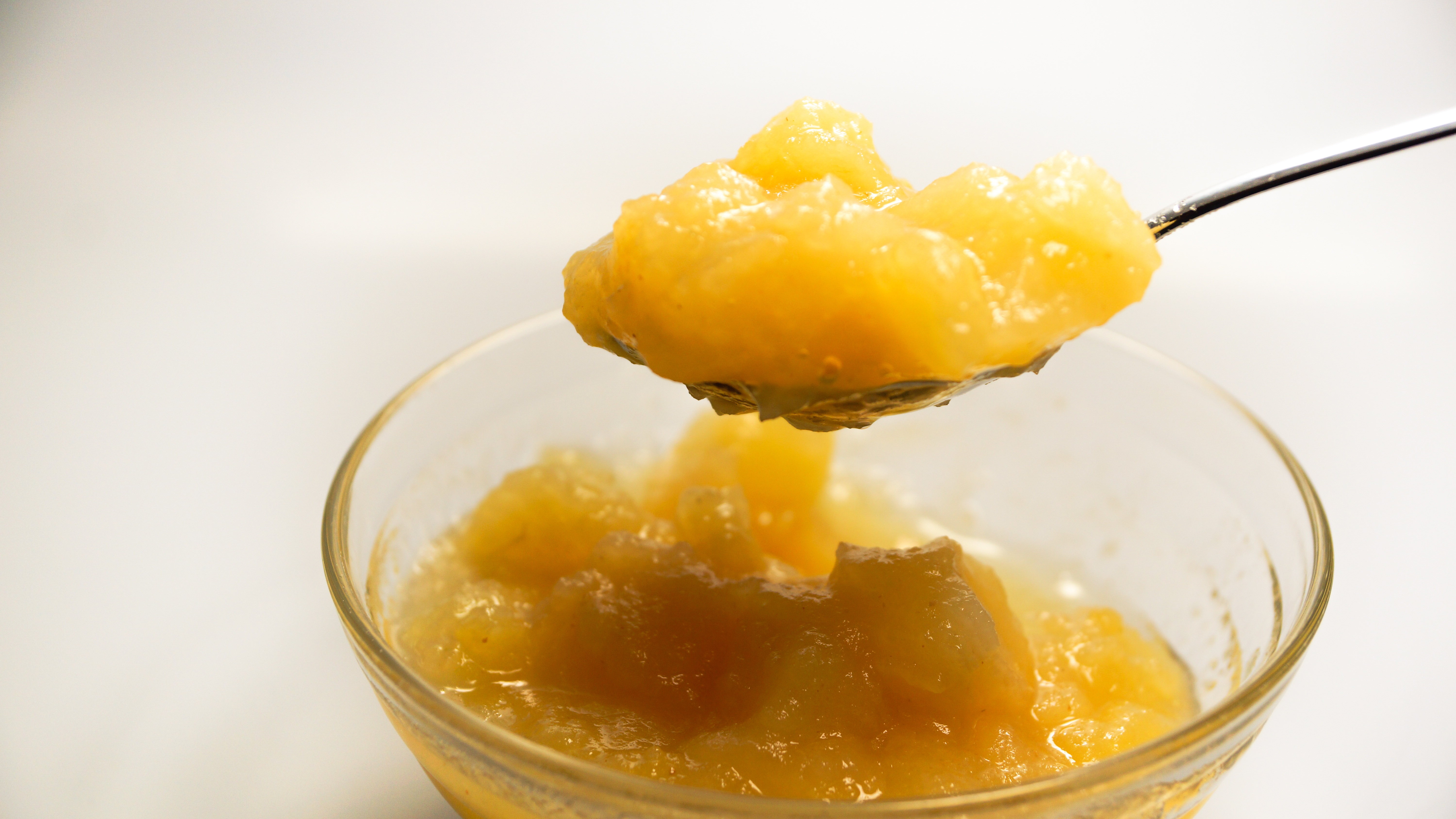
Compote de pomme

#### Compote, marmelade, gelée, confiture
La compote est moins une purée que la marmelade davantage écrasée et homogène. C'est pourquoi d'après le Dictionnaire wallon-français de Laurent Remacle (1843) on dit marmelade de pomme au singulier et compote de pommes au pluriel: «Le grammairien voit les pommes et les compte dans une compote, s'il est vrai que la marmelade a quelque ressemblance avec la moutarde la compote en a aussi avec les navets bien cuits... je conseille de pluraliser dans les deux cas si la marmelade et la compote sont faites avec plusieurs sortes de pommes». Elle est un plat traditionnel de Noel en Allemagne où elle porte le joli nom de Apfelmus, mousse de pomme.

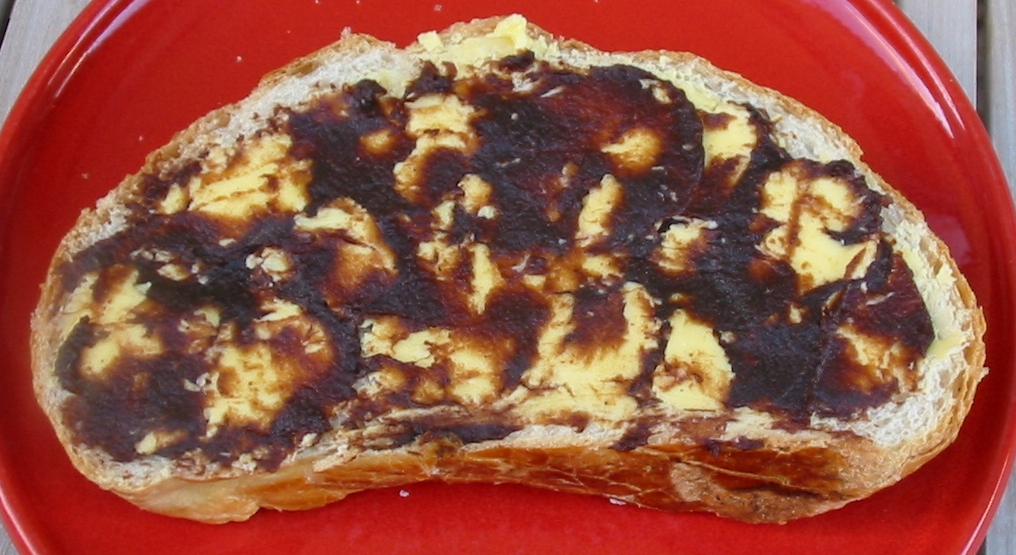
Apple butter (compote très cuite) sur pain beurré aux États-Unis

La marmelade et la compote de pomme sont utilisées en cuisine salée et sucrée, elles se cuisent au poêlon, à la casserole, sauf la compote à la portugaise qui se cuit au four sur une tourtière. La marmelade se servait jadis glacée (saupoudrée de sucrée qu'on caramélise, de même pour la pomme glacée au beurre, les pommes glacées meringuées),. Gordon Ramsay sert le porridge avec de la compote de pomme à la cannelle.

##### Les variantes
Le Lattwaerick, compote très cuite formant une sorte de confiture caramélisée était produit par les religieux dans le sud du Limbourg, il a été importé en Pennsylvanie et traduit en Apple butter, il se tartine et est apprécié avec le fromage frais (cottage cheese),.

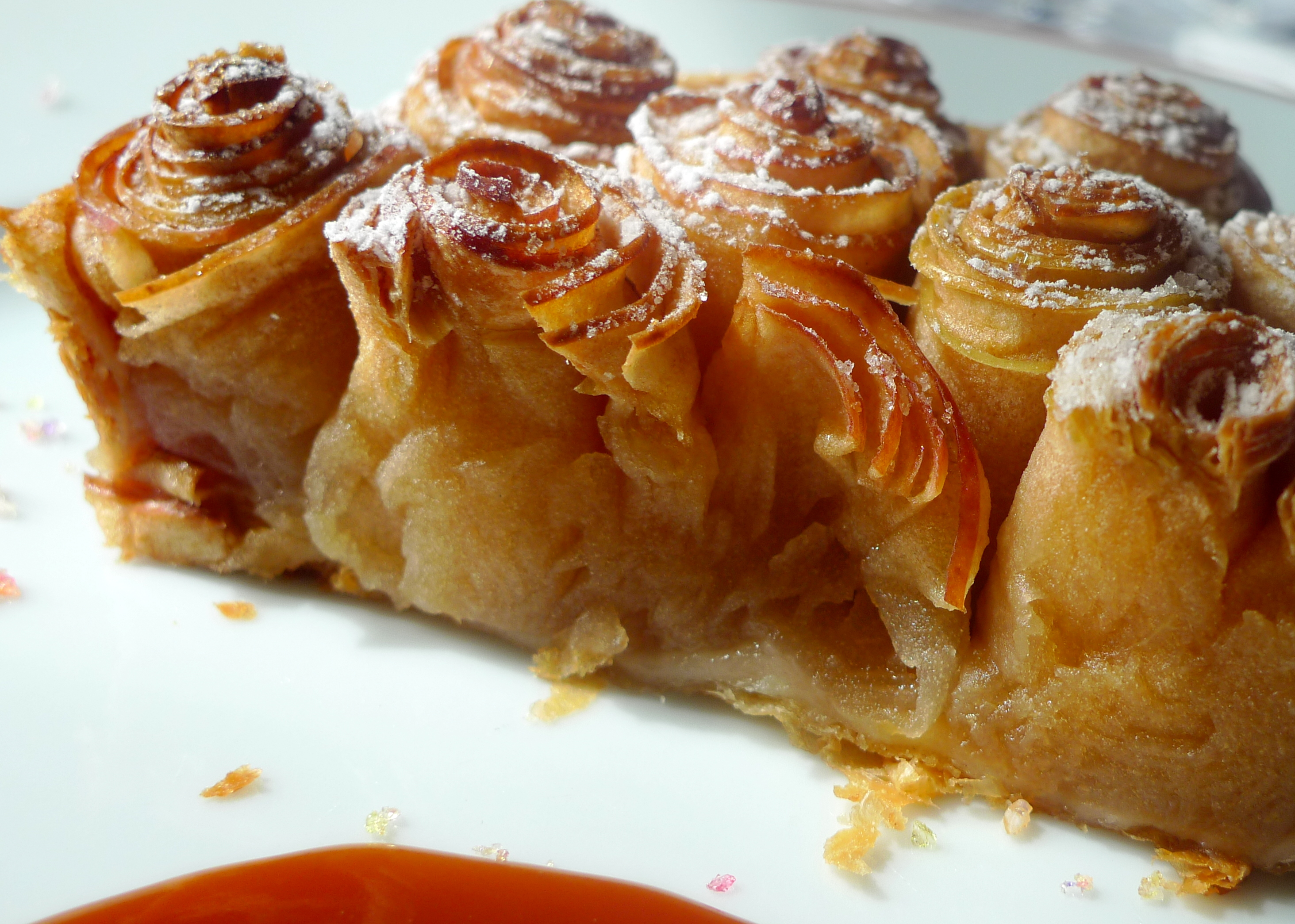
Tarte aux pommes Bouquet de Rose création du chef Alain Passard

##### Texture de la pomme et de la compote correspondante
Les chercheurs de l'INRAE ont fait avancer nos connaissances (2020) sur le lien entre la pomme et la compote: les cultivars de pomme affectent fortement la viscosité de la compote, de même les modalités de cuisson. La cuisson a forte température est en remuant peu donne les compotes les plus visqueuses. La fermeté des fruits ne permet pas de prédire la viscosité de la purée mais les pommes farineuses donnent des compotes moins visqueuses (en raison d'une adhérence cellulaire réduite exemple de Braeburn) sauf pour le cultivar Granny Smith dont le fruit très ferme (3,2 N) donne les compotes les plus visqueuses (1 368 mPa.s). En 2021, une seconde équipe du même Institut est parvenue à modéliser le lien entre caractéristiques des pommes crues homogénéisées et acidité titrable, teneur en solides solubles, taille moyenne des particules et la viscosité des compotes après cuisson.
La dénaturation thermique complète de Golden Delicious est obtenue après 18 min à 70° C, 160° F.

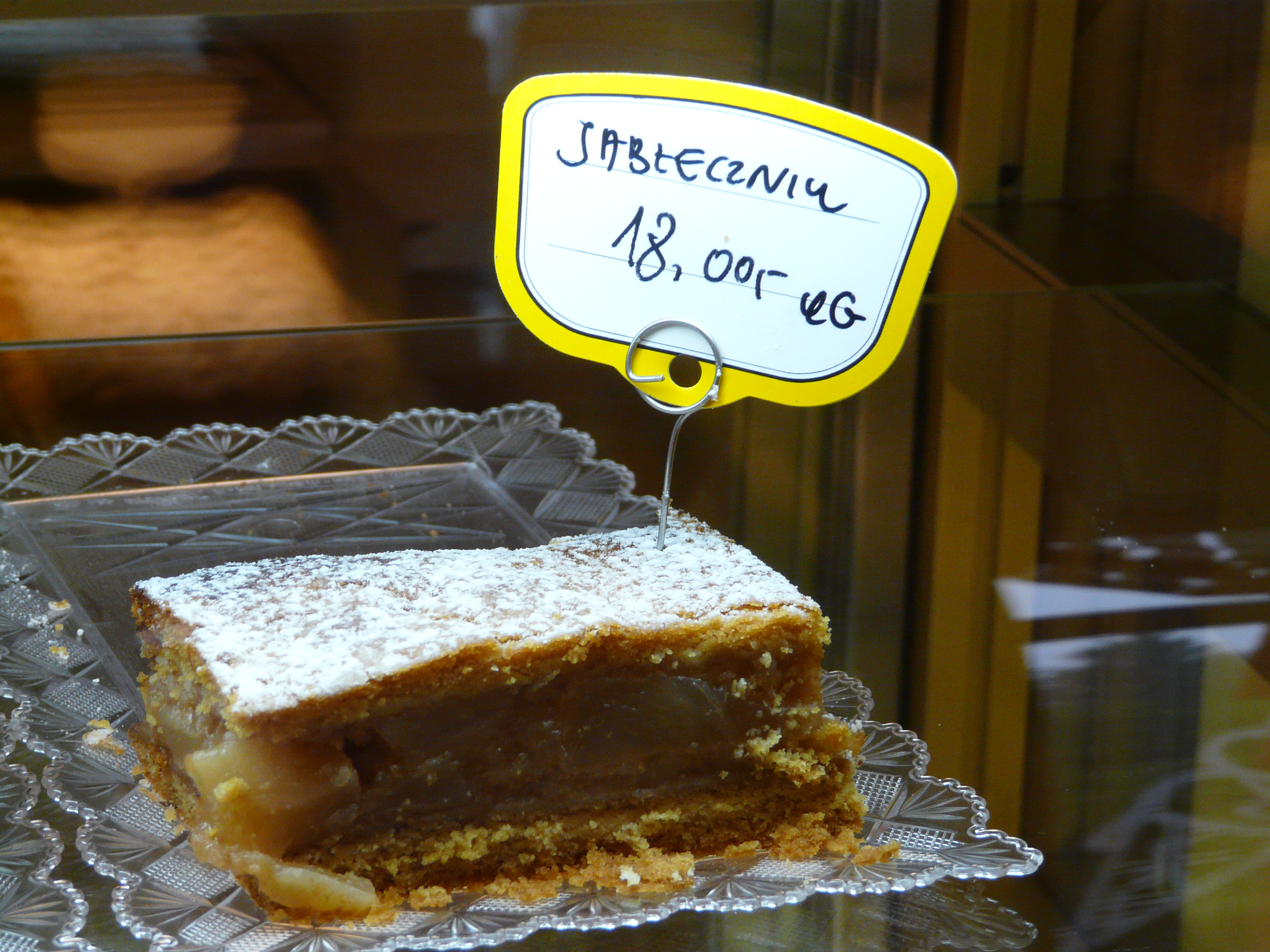
Szarlotka polonais meringué

##### Pomme meringuée
La pomme meringuée est un classique de la vieille cuisine de France toujours d'actualité. Grimod de la Reynière (1853) en donne 10 versions dans son Dictionnaire (à la parisienne, au raisin de Corinthe, au gros sucre et à la pistache, au beurre et glacées au caramel, à la minute, à la gelée de pommes, à la crème cuite, transparentes en croustade, en croustade et glacées au caramel, en suédoise et en croustade). Il s'agit d'une émincée de pommes cuite sur laquelle on cuit une meringue, elles se servent en pyramide, en charlotte, en marmelade meringuée, en mousse meringuée ,,. Une variante toujours appréciée est la pomme hérisson, pomme meringuée piquée d'amandes, connue en anglais sous le nom de apple hedgehog,.
La recette canonique de la pomme meringuée (une reinette) est donnée par Carême (1815) qui les garnit d'amandes ou de pistaches. «Elles réclament un soin minutieux» écrit-il. Le szarlotka (se prononce charlotka) n'est pas une charlotte mais un gâteau polonais aux pommes cuites recouvert d'une meringue.

##### Gelée, confiture, pâte et sucre de pomme

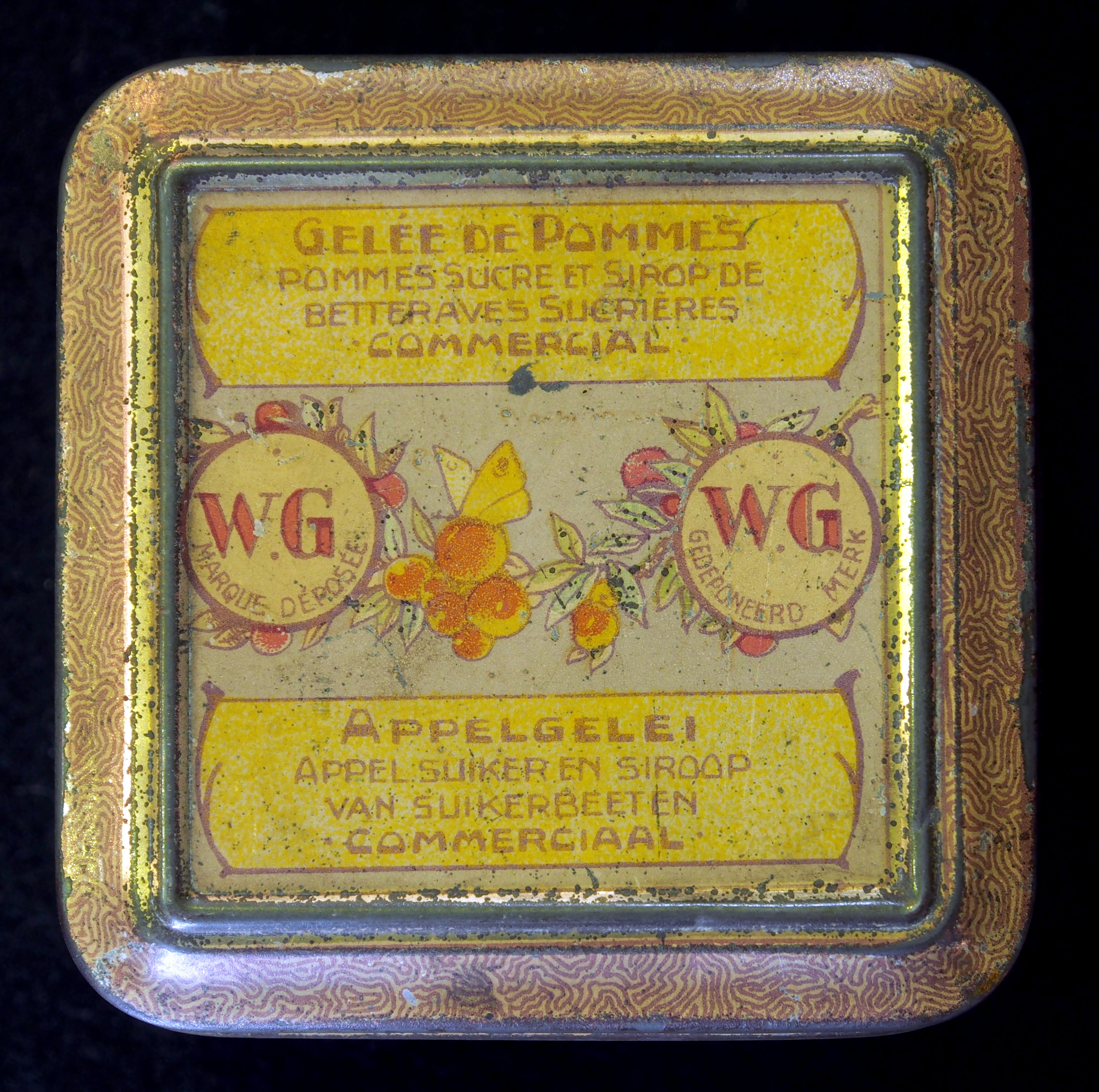
Gelée de pommes

Le pommier est sensible à l'alternance biennale, certainess année les pommes abondent, ce sont des années à gelée et à confiture. La gelée de pomme est souvent faite à partir de pomme sans mélange avec d'autres fruits (extrait de cuisson de pommes entières dans l'eau réduit avec du sucre). On la rencontre aromatisée au cidre, à la verveine, aux amande amères. À l'inverse de la confiture de pomme souvent mélangée : excellente confiture pomme-coing, pomme-coing-orange, pomme-gingembre, pomme et rose, pomme-carotte-cumin, pomme-banane-caramel, pomme-mandarine,,. À Jersey, des pommes cuites dans du cidre concentré et du sucre, à consistance d'un sirop épais et pimenté au quatre-épices (piment de la Jamaïque) a le nom normand de Nièr beurre (beurre noir).
La pâte de pomme est une pâte de fruit obtenue par la concentration de la gelée de pomme, Michel Chevalier (1862) parle d'une pâte de pomme ou marmelade sèche de pomme qu'on peut diluer pour reconstituer une confiture de pomme. La question de son degré de sucre est discutée, Alexis Cadet-de-Vaux trouve les pâtes de pomme du commerce trop sucrées. La pâte de pomme était moulée dans la cuisine classique. En Lituanie, et dans la province polonaise de Voïvodie de Sainte-Croix, cette pâte est nommé fromage de pomme Obuolių sūris (polonais Ser jabłkowy)', la spécialité est inscrite au patrimoine national lituanien et dans la liste des produits traditionnels polonais. Le mélange pomme, sucre ou miel et aromates est cuit jusqu'à 8 h puis séché 1 mois. 5 kg de pomme donnent 1 kg de fromage de pomme.

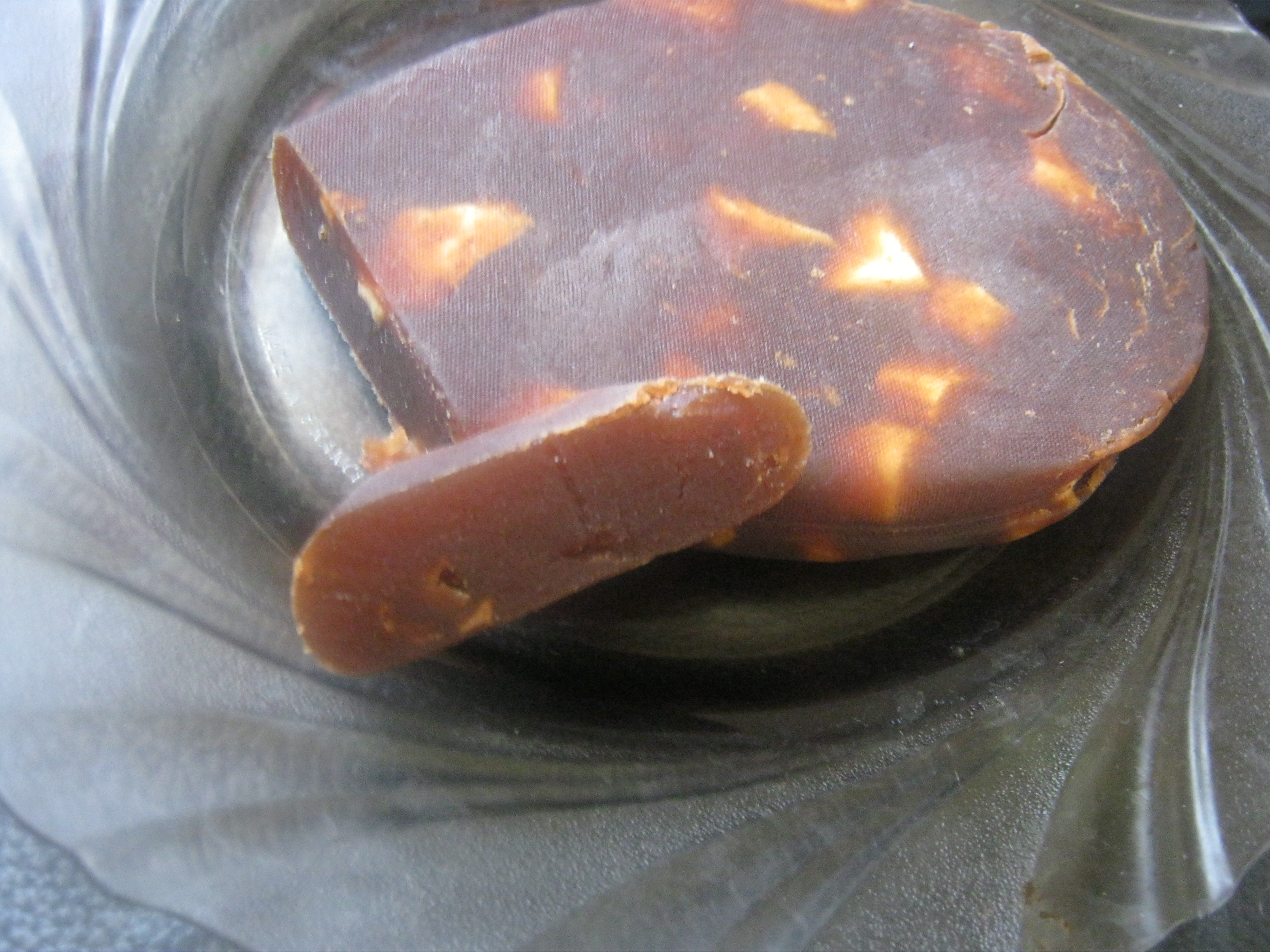
Obuolių sūris, pâte de pomme sèche de Lituanie

À une concentration supérieure le sucre de pomme ( ¼ de jus concentré de pommes à couteau et ¾ de sucre chauffé à 140° C, 285° F) est une spécialité de Rouen.

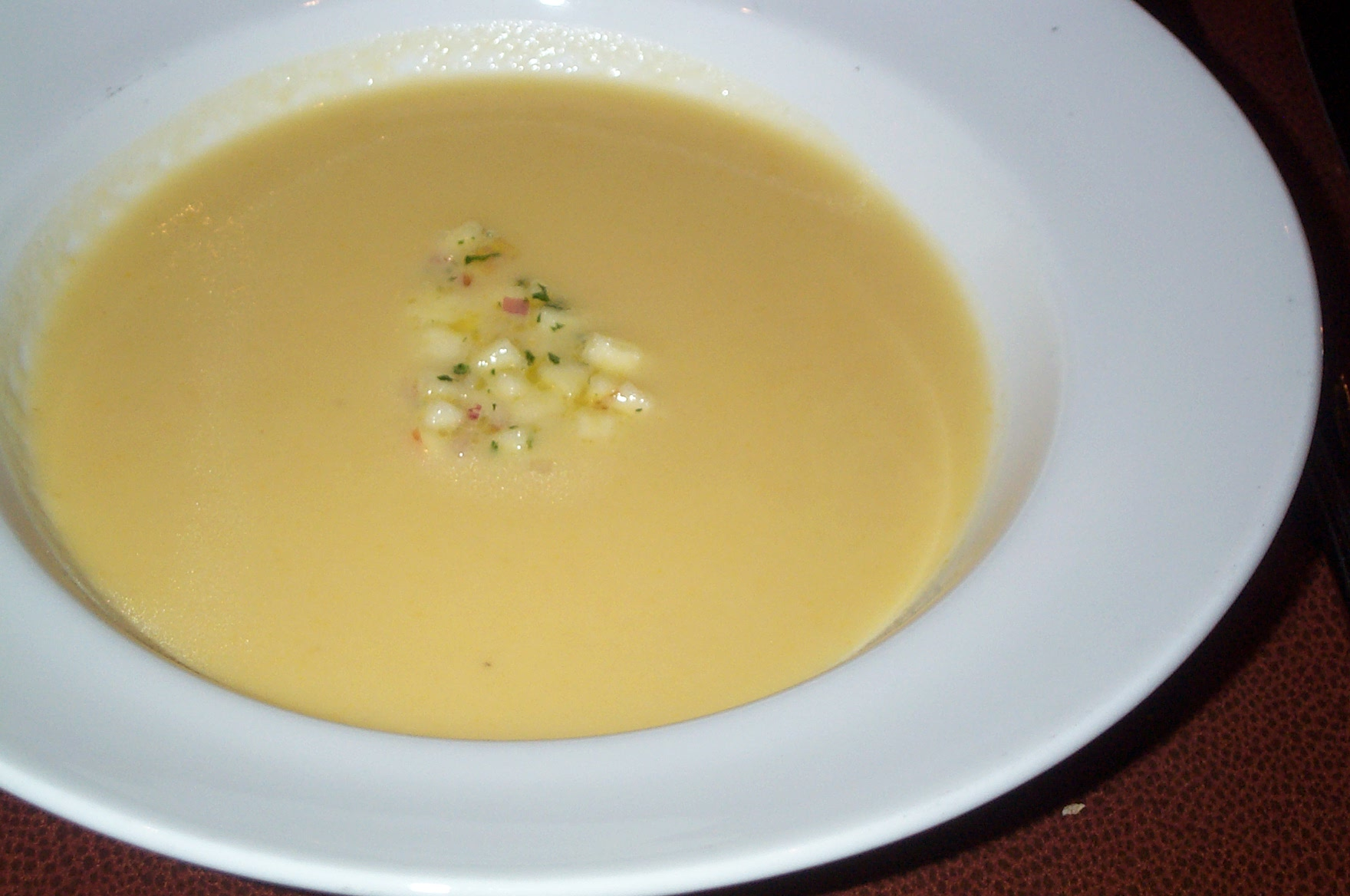
soupe pomme-panais

##### Soupe de pomme
Dans ces soupes la pomme intervient aux côtés de divers légumes (panais, carotte, potiron) et aromates (soupe de pomme au gingembre pour bébé, soupe de pomme verte à la cannelle),,,.

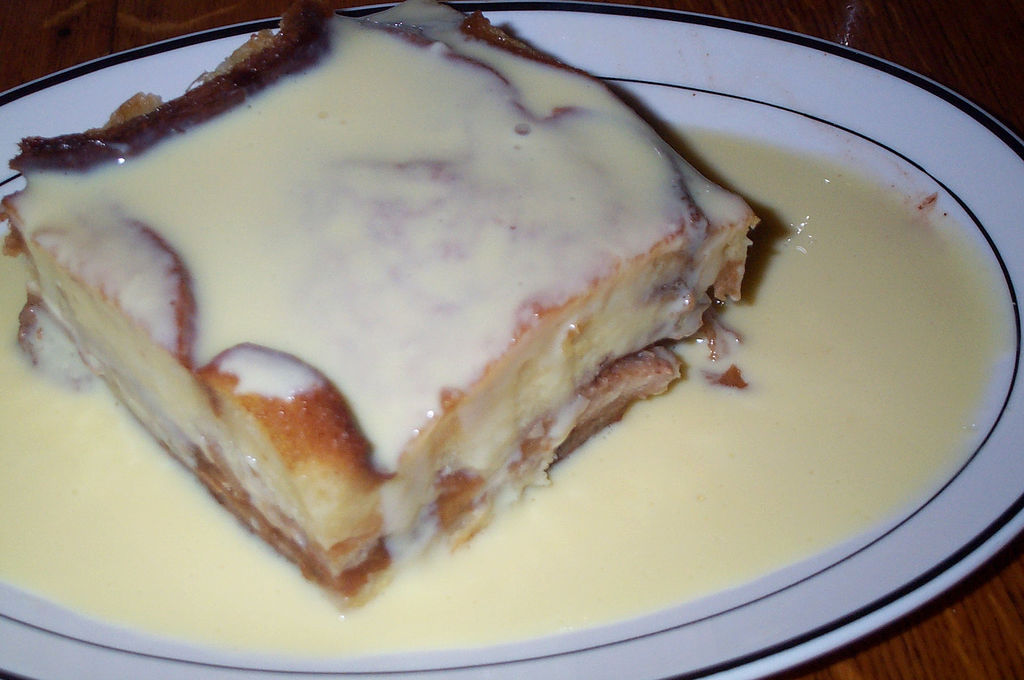
pudding aux pommes et crème anglaise

## Accompagnement de la pomme cuite
Les pommes cuites se consomment à toute température.

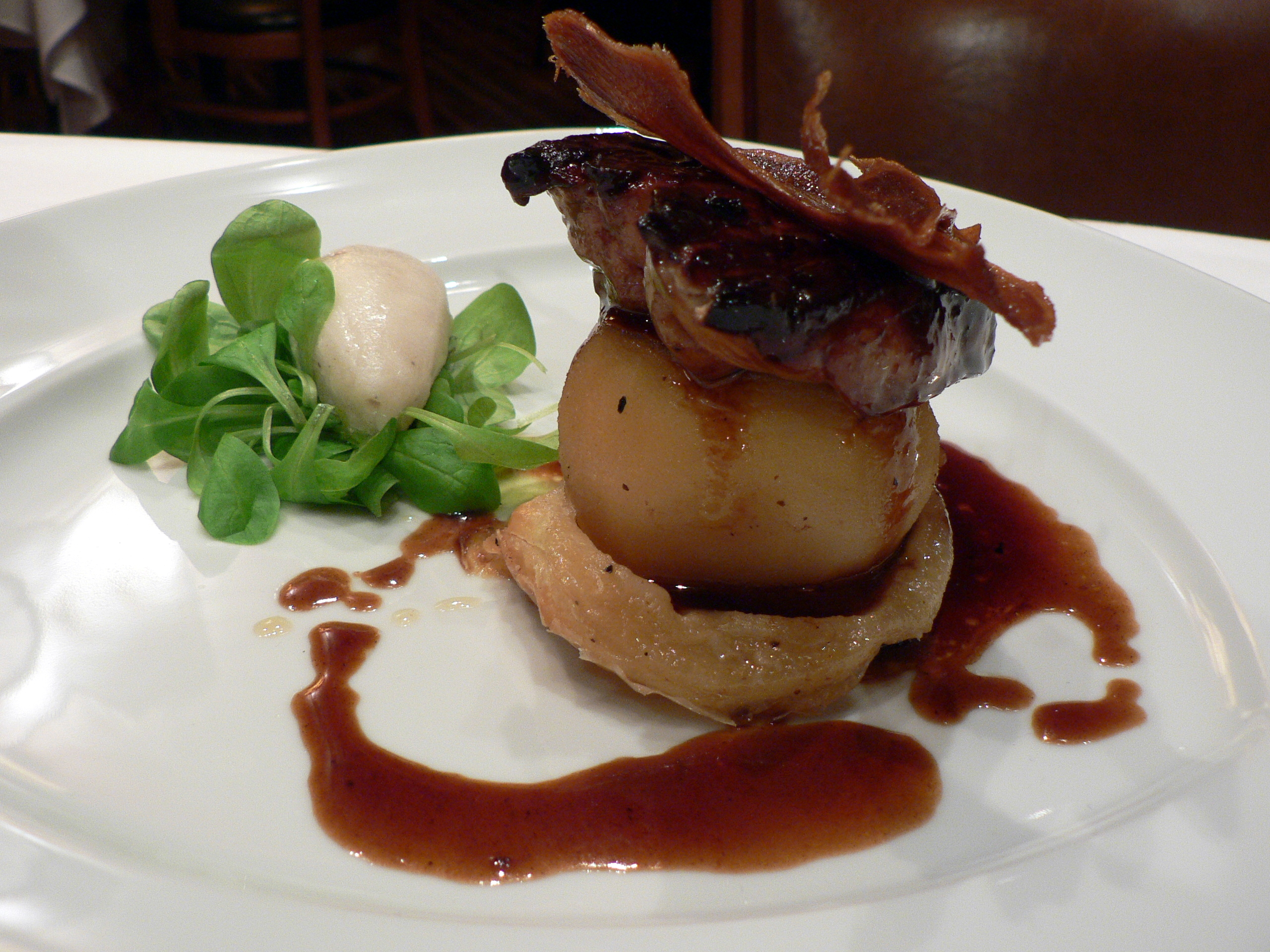
Foie gras sur pomme cuite

### Cuisine salée
Les pommes cuites, en morceaux, en purée etc. et non sucrées accompagnent le porc, le canard: boudin aux pommes, côtes de porc ou rôti de porc aux pommes, aiguillettes de canard aux pommes,,,. Le foie gras: foie gras aux pommes caramélisées, escalopes de foie gras à la Cambacérés,,. La pomme cuite à la graisse d'oie était une spécialité du célèbre restaurant parisien L'Ami Louis.
L'Æbleflæsk (pomme-porc sec) est un plat danois roboratif à base poitrine de porc séchée ou salée (flæsk) frite avec des pommes, des oignons, du thym de la sauge et du sucre ou du miel.
Le gratin de pommes fruit et de céleri-rave à la crème accompagne le gibier.

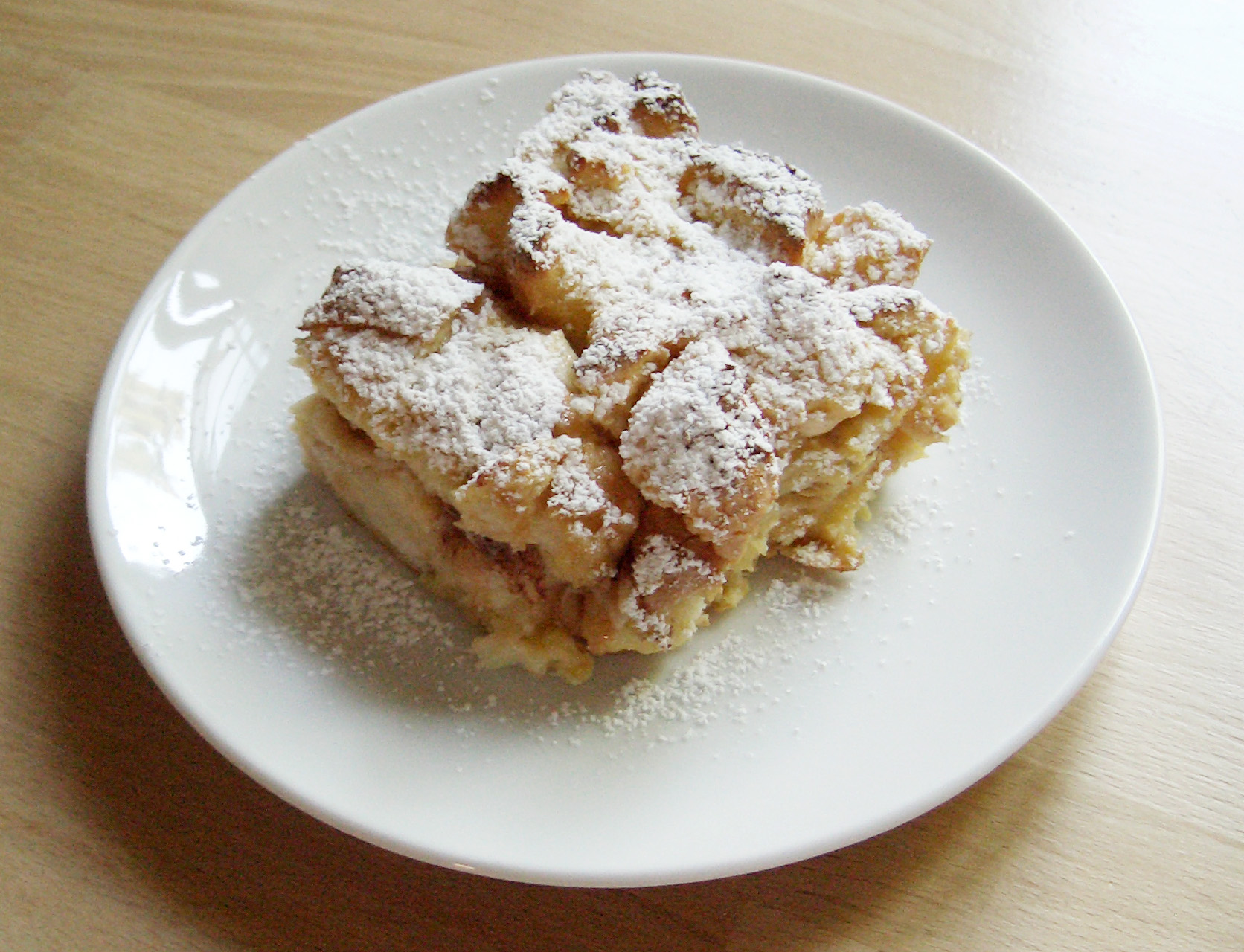
Opfescheitahaufn bavarois et souabe, variante de riche tarte aux pommes d'Europe centrale

### Cuisine sucrée
L'omelette aux pommes est un dessert sucré, une omelette farcie de pommes poêlées. Elle devient omelette vallée d'Auge crémée et flambée au Calvados. Le soufflé aux pommes se fait de pommes cuites, Urbain Dubois indique que le soufflé aux pommes à la Russe (compote bien réduite et œufs en neige) ne tombe pas,. Arnauld Donckele (2015) associe dans un soufflé pomme verte, rhubarbe et combava.

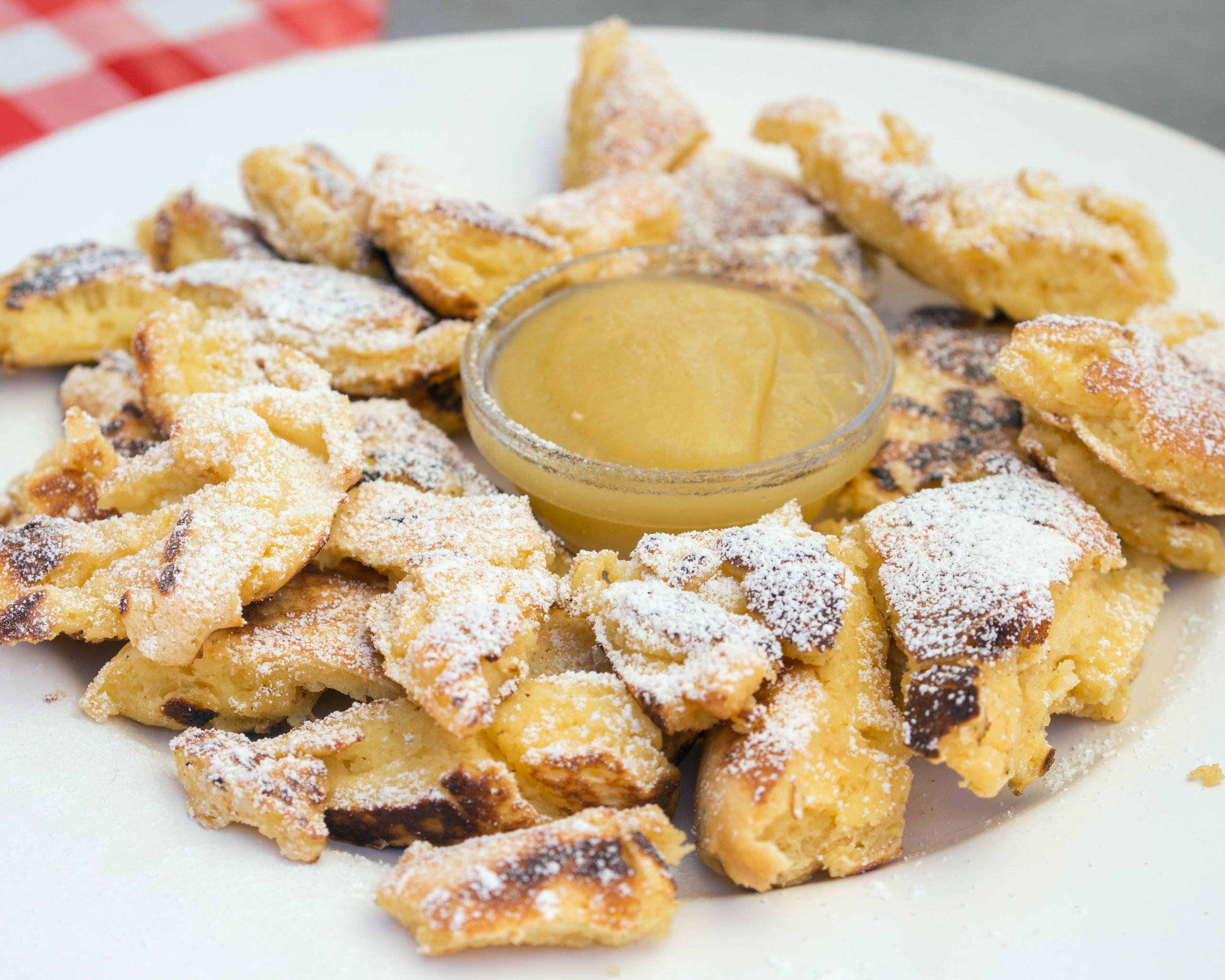
Kaiserschmarrn et sa compote de pommes

Le Kaiserschmarrn est un gâteau de crêpe allégé servi avec de la compote de pomme.

### Pomme cuite et ses aromates
Les grands classiques sont la cannelle, la vanille, le caramel, les zestes d'agrume, le cédrat, l'eau de fleur d'oranger.
On rencontre aussi: le quatre-épices, la badiane et l'anis, la fève tonka, la muscade, le clou de girofle, la cardamome ,,. La liqueur de prune japonaise, la crème Baileys .

### Que boire avec les pommes cuites?
Avec les pommes cuites sucrées, pomme au four, tarte aux pommes les vins blancs sont souvent cités, moelleux (muscat, macvin, vendange tardive, Moscato d'Asti, Jurançon) ou effervescents (crément) ou bien un Porto rouge (Tawny Port),. Avec la tarte aux pomme de même Sauternes, Coteaux du Layon, Vouvray, Montlouis, Riesling ou Gewurtztraminer vendange tardive,. Avec les pommes sautées sucrée: du Champagne.

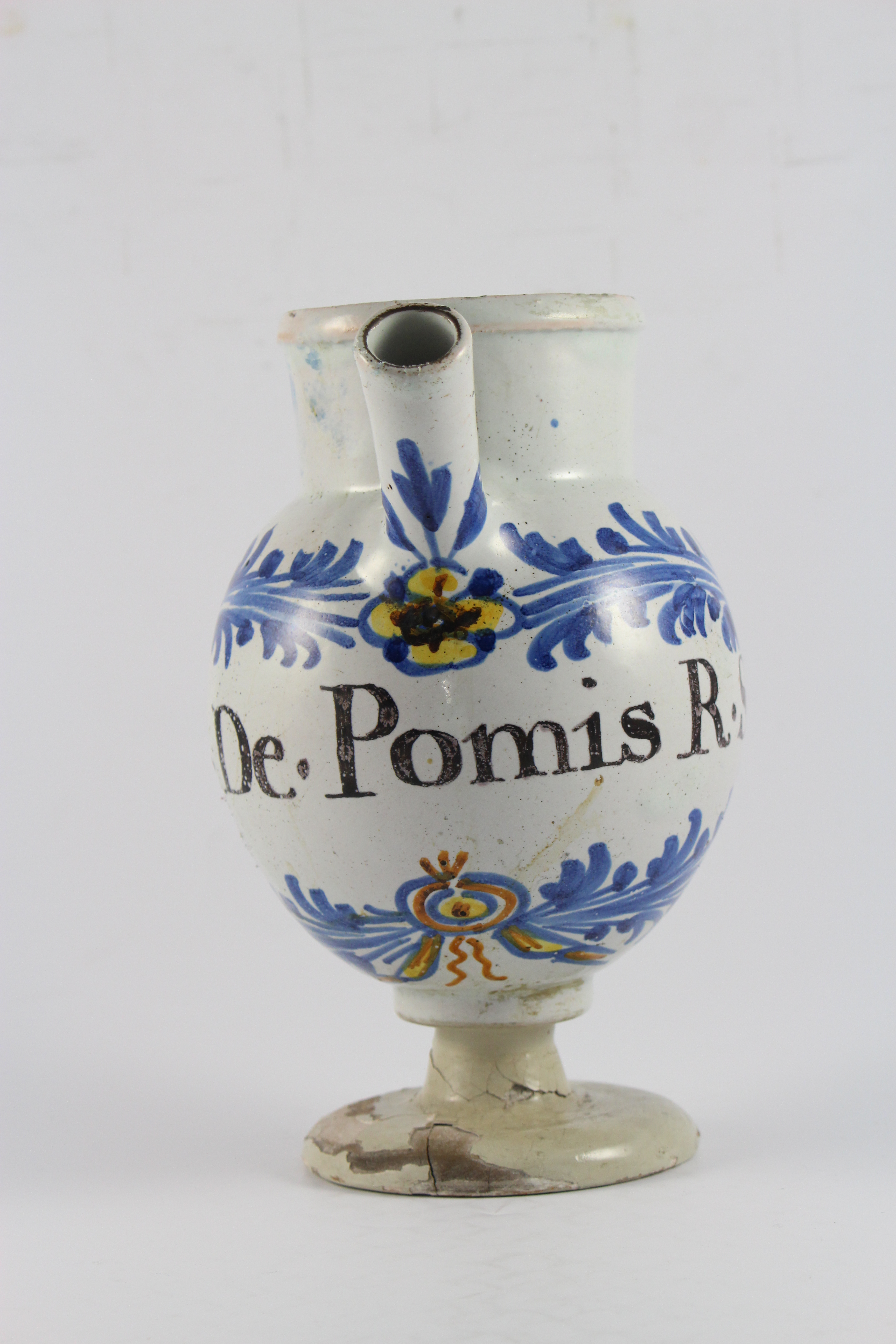
Le sirop du roi Sapor est un mélange de sucre et de jus de pomme, de bourrache, de safran...

## La pomme cuite dans l'industrie de la pomme
Le marché de la pomme est de nos jours mondialisé, la pomme cuite y joue un rôle important dans la mesure où les fruits hors calibre et hors critères visuels de vente finissent en compote (20% à 30% de la production selon les pays). Mais la pomme cuite n'est plus le principal mode de conservation des pommes, tandis que les procédés de conservation des pommes crues progressent, la transformation de la pomme est principalement en produits liquides, jus et concentré - seul marché de pomme transformée en croissance mondiale - et la transformation des déchets de préparation (peau, trognon, pépins) s'oriente vers les bioproduits pectine, aromes, enzymes,,. Les analystes nuancent cette tendance mondiale, certains pays ont des usages de consommation de pomme transformée et la culture de cultivars locaux y demeure importante.
La pomme cuite ou la compote congelée n'ont pas connu de succès commerciale car trop longues à décongeler.

## Arôme de pomme cuite
L'arome de pomme cuite est un parfum fruité spécifique que les dégustateurs identifient dans certains vins - spécialement les blancs - comme arôme primaire et secondaire: Riesling, les Murcia, les vins de la Péninsule de Setúbal, «le cépage chenin a souvent des arômes de pomme cuite»,,,.
Un arôme alimentaire pomme cuite est utilisé en pâtisseries. Starbucks a créé un café infusé à froid à la pomme cuite avec un sirop à l’arôme de pomme cuite. La liqueur O’Donnell Moonshine Bratapfel produite à Cologne est aromatisée d'arôme de pomme cuite au four.
La liqueur de pomme cuite (Bratapfel-Likör) est servie en Allemagne pour Noël, souvent faite à la maison, on la rencontre avec de nombreuses variantes (au rhum, à la crème...),.

## Anthologie
- Simon Goulart, Thresor d'histoires admirables et memorables de nostre temps. 1610[252]. Les saints, bienheureux et vénérables chrétiens se nourrissent humblement de pomme cuite : « la vénérable sœur Maria Vittoria Angelini prenait le soir un petit minestrone avec une pomme cuite » (1670), Frère F. Basile du Saint Esprit (1676) malade « ne prenait rien qu'un doigt de vin trempé avec un biscuit, quelquefois une pomme cuite », sœur Marie de l'Incarnation « ne mangeait qu'une fois le jour, sa nourriture était un morceau de pain avec de l'eau pure et lorsqu'elle se sentait trop faible elle y joignait une pomme cuite »[253],[254],[255].

« Une jeune fille de Buchold au territoire de Munster en Westphalie, affligée de tristesse et ne voulant bouger de la maison, fut battue à cause de cela par sa mère. Ce qui redoubla tellement son angoisse, qu'ayant perdu le repos elle fut quatre mois sans boire ni manger, sauf que parfois elle mâchait quelque pomme cuite, et se lavait la bouche avec un peu de tisane. Elle devint extrêmement maigre, enfin Dieu la remit, et elle veçu longtemps, en grande modestie, et douce de singulière Piété. »

- Anecdote de la vie de Louis-Sébastien Mercier survenue lors de son séjour en Suisse (1781-1785) et rapportée par Béclard[256]:

« Voyageant aux environs de Berne, il arrive auprès d'un village incendié et se multiplie, lui et ses compagnons, en secours que l'inertie des indigènes rend illusoire. Tout brûle. Quand les flammes ont cessé, quelqu'un s'aperçoit que les pommes des potagers voisins en restent complètement cuites, et on se met à les cueillir. Mercier confesse n'avoir jamais mangé rien de si délicieux et ce fut, paraît-il, l'avis général. Néanmoins, le soir même, Mercier, étant, selon sa coutume, entré en conférence avec son oreiller, se sentit la conscience tourmentée d'avoir pris du plaisir à l'occasion d'un si terrible fléau. En vain il se répétait que nul n'y avait rien pu, que son cœur n'avait point manqué de commisération et que tous avaient, au surplus, partagé son péché de friandise, il en garda longtemps un scrupule touchant et comique, une honte secrète de cette infirmité humaine qui ne nous laisse point, dans les pires moments, à l'abri de toute inclination sensuelle. »

- Florimond Jacques comte de Basterot De Québec à Lima: journal d'un voyage dans les deux Amériques en 1858 et en 1859[257]

« Ce soir, le gouverneur général, sir Edmond Head, fait son entrée à Québec. Il est accueilli par des sifflets, des pommes cuites et des œufs pourris. Dans un banquet que lui offraient les Anglais du Haut-Canada, il a eu la maladresse d'appeler le Français du Bas-Canada une race inférieure »

- Jean-Marie Cournier, Lettres de l'inconnue. 1874[258].

« ne me dites pas qu'en tout il faut de la persévérance, et que l'appétit vient en mangeant. Pas toujours, car enfin, le croiriez-vous, j'aime la gelée de pomme, la tarte aux pommes... les pommes cuites même! mais je n'ai jamais pu me décider à manger une pomme crue. Et cependant, expliquez cela si vous pouvez, j'adore le parfum des pommes, j'en mets partout, dans mes tiroirs, dans mes armoires et dans mon linge. »

- Jean Gustave Keetels. An Analytical French Reader. 1884[259]

« La Fontaine avait l'habitude de manger tous les soirs une pomme cuite. Un soir qu'il allait manger sa pomme, on l'appelle; il met la pomme sur la cheminée et sort. Pendant son absence un de ses amis entre dans la chambre, voit la pomme et la mange. Peu après La Fontaine rentra, et, voyant que la pomme n'y était plus, devina ce qui s'était passé. Il s'écria en affectant une grande alarme: Qu'est devenue la pomme que j'ai laissée sur la cheminée ? Je n'en sais rien, dit l'autre. Tant mieux, dit La Fontaine d'un ton rassuré, car j'y ai mis de l'arsenic pour tuer les rats. Grand Dieu ! je suis empoisonné, dit le visiteur dans la plus grande consternation. Vite, envoyez chercher un docteur. Mon cher, reprit La Fontaine, calmez vous ; je me rappelle à présent que j'ai oublié d'en mettre. »

- Le Soir, de 15 et 22 juillet 1890[260],[261]. Cette citation n'est qu'une parmi les calambours du français avec l'adjectif cru et le verbe croire, par exemple Région de Grenoble: «Quelle différence y a-t-il entre une menteuse et une pomme cuite ? R. Elles ne sont crues ni l'une ni l'autre»[262].

« Devinette -
Cher lecteur, quelle différence
(Vous le savez probablement)
Existe-t-il exactement
Entre pomme cuite et souffrance ?
... La souffrance est cruelle, 
Et la pomme cuite n’est pas crue, elle. »